# جو بایدن
جوزِف رابینت بایدن جونیور (به انگلیسی: Joseph Robinette Biden Jr.؛ زادهٔ ۲۰ نوامبر ۱۹۴۲) سیاستمدار آمریکایی است که از ژانویه ۲۰۲۱ تا ژانویه ۲۰۲۵ به‌عنوان چهل و ششمین رئیس‌جمهور ایالات متحده آمریکا فعالیت می‌کرد. او که عضو حزب دموکرات است، پیش‌تر از سال ۲۰۰۹ تا ۲۰۱۷، تحت ریاست‌جمهوری باراک اوباما چهل و هفتمین معاون رئیس‌جمهور ایالات متحده آمریکا بود و از ۱۹۷۳ تا ۲۰۰۹ ایالت دلاور را در مجلس سنای ایالات متحده نمایندگی کرد.
بایدن در اسکرانتون، پنسیلوانیا و شهرستان نیوکاسل، دلاور بزرگ شد. او در دانشگاه دلاور تحصیل و سپس مدرک حقوق خود را از دانشگاه سیراکیوس دریافت کرد. او در سال ۱۹۶۹ وکیل شد و در سال ۱۹۷۰ به عضویت در شورای شهرستان نیوکاسل انتخاب شد. بایدن اولین‌بار در سال ۱۹۷۲ به عنوان سناتور ایالات متحده از دلاور انتخاب و در نتیجه ششمین سناتور جوان تاریخ آمریکا شد. او شش‌بار دیگر به این سمت انتخاب شد و در زمان رسیدن به معاونت رئیس‌جمهور در سال ۲۰۰۹ چهارمین سناتور ارشد در سنای ایالات متحده آمریکا بود.
جو بایدن در مقام سناتور به مدت طولانی عضو و رئیس کمیته روابط خارجی سنای ایالات متحده آمریکا بود. او با جنگ خلیج فارس در سال ۱۹۹۱ مخالفت کرد ولی از مداخله آمریکا و ناتو در جنگ بوسنی در سال‌های ۱۹۹۴ و ۱۹۹۵، گسترش ناتو در دهه ۱۹۹۰ و بمباران صربستان در سال ۱۹۹۹ در جریان جنگ کوزوو دفاع کرد. او در دفاع از اجازه‌نامه جنگ عراق در سال ۲۰۰۲ سخنرانی کرد و به آن رای موافق داد اما با افزایش سربازان آمریکایی در سال ۲۰۰۷ مخالفت کرد. بایدن همچنین از ۱۹۸۷ تا ۱۹۹۵ ریاست کمیته قضایی سنای ایالات متحده آمریکا را برعهده داشت و با مسائلی چون سیاست مواد مخدر، پیشگیری از جرم و آزادی‌های مدنی و همچنین نامزدی‌های بحث‌برانگیز رابرت بورک و کلارنس توماس به قضاوت دیوان عالی ایالات متحده آمریکا درگیر بود. او رهبری تلاش‌ها برای تصویب لوایح کنترل جرم و اجرای قانون و خشونت علیه زنان را بر عهده داشت.
جو بایدن در انتخابات ریاست‌جمهوری ۲۰۰۸ آمریکا، به عنوان جفت انتخاباتی اوباما در مقابل جان مک‌کین و سارا پیلین شرکت کرد و به اولین کاتولیک رومی که به مقام معاونت رئیس‌جمهور آمریکا می‌رسد تبدیل شد. بایدن در مقام معاون رئیس‌جمهور بر سرمایه‌گذاری در زیرساخت‌ها با هدف مقابله با رکود بزرگ مالی نظارت کرده و به تدوین سیاست آمریکا در خصوص خروج نیروهای آمریکا از عراق در سال ۲۰۱۱ یاری رساند. مذاکرات او با جمهوری‌خواهان کنگره به دولت اوباما کمک کرد قوانینی نظیر لایحه تخفیف مالیاتی، اجازه مجدد بیمه بیکاری و ایجاد کار ۲۰۱۰ را تصویب کند که یک بن‌بست مالیاتی را حل کرد، لایحه کنترل بودجه ۲۰۱۱ که بحران سقف بدهی آمریکا را حل کرد و لایحه تخفیف مالیاتی مالیات دهنده آمریکایی ۲۰۱۲ که به پرتگاه مالی پیش رو پرداخت. اوباما و بایدن در انتخابات ریاست‌جمهوری ۲۰۱۲ آمریکا مجدداً انتخاب شدند.
بایدن در اکتبر ۲۰۱۵ پس از ماه‌ها گمانه زنی اعلام کرد که در انتخابات ریاست‌جمهوری ۲۰۱۶ نامزد نمی‌شود. در ژانویه ۲۰۱۷ اوباما نشان افتخار آزادی رئیس‌جمهوری را به‌طور ممتاز به بایدن داد. بایدن که قبلاً در ۱۹۸۸ و ۲۰۰۸ در کسب نامزدی حزب دموکرات ناکام مانده بود، در ۲۵ آوریل ۲۰۱۹ آغاز سومین کمپین خود را برای کسب ریاست جمهوری آمریکا اعلام کرد و در ژوئن ۲۰۲۰ به نامزد مقدر حزب دموکرات برای انتخابات ۲۰۲۰ تبدیل شد. او در ۱۱ اوت ۲۰۲۰، سناتور کامالا هریس را به عنوان جفت انتخابی خود برگزید و در انتخابات نهایی ۳ نوامبر رقیب جمهوری‌خواهش دونالد ترامپ را شکست داد. بایدن در ۲۰ ژانویه ۲۰۲۱ کار خود را به عنوان رئیس‌جمهور آمریکا آغاز کرد.
به‌عنوان رئیس‌جمهور، بایدن لایحهٔ طرح نجات آمریکا را در واکنش به دنیاگیری کووید-۱۹ و فروکش پس از آن امضا کرد. او لوایح مورد حمایت دو حزب در زمینه زیرساخت و تولید را امضا کرد. او قانون بازسازی بهتر از پیش را پیشنهاد کرد که در کنگره شکست خورد، اما جنبه‌هایی از آن در قانون کاهش تورم که در سال ۲۰۲۲ امضا گردید، گنجانده شد. بایدن کتانجی براون جکسن را به دیوان عالی گماشت. او به‌منظور حل بحران سقف بدهی سال ۲۰۲۳، با جمهوری‌خواهان کنگره از طریق مذاکره برای افزایش سقف بدهی کار کرد. در زمینهٔ سیاست خارجی، بایدن عضویت آمریکا در توافق پاریس را احیا کرد. او بر خروج کامل نیروهای آمریکایی از افغانستان نظارت داشت که به جنگ در افغانستان پایان داد و منجر به فروپاشی دولت افغانستان و به دست گرفتن کنترل آن توسط طالبان شد. در جریان حمله روسیه به اوکراین، بایدن با اعمال تحریم‌ها علیه روسیه و اجازه کمک‌های غیرنظامی و نظامی به اوکراین واکنش نشان داد. طی جنگ اسرائیل و حماس، بایدن اقدامات حماس را به‌عنوان اعمال تروریستی محکوم کرد، از اسرائیل اعلام حمایت نظامی کرد و کمک‌های بشردوستانه محدودی به نوار غزه فرستاد؛ پیشنهاد آتش‌بس موقتی که او از آن حمایت کرده بود، اندکی پیش از پایان دوره ریاست‌جمهوری‌اش به تصویب رسید.
نگرانی‌ها دربارهٔ سن و سلامت جو بایدن در طول دوره ریاست‌جمهوری‌اش ادامه داشت. او نخستین رئیس‌جمهوری بود که در زمان تصدی این مقام به ۸۰ سالگی رسید. بایدن ریاست‌جمهوری خود را با حمایت اکثریت آغاز کرد، اما در طول دوره‌اش، میزان محبوبیت او به‌طور قابل‌توجهی کاهش یافت که بخشی از آن به دلیل نارضایتی عمومی از تورم بود؛ تورمی که در ژوئن ۲۰۲۲ به اوج ۹٫۱ درصد رسید، اما تا پایان ریاست‌جمهوری‌اش به ۲٫۹ درصد کاهش یافت. بایدن ابتدا برای انتخاب مجدد نامزد شد و پس از انتخابات مقدماتی دموکرات‌ها، به‌عنوان نامزد احتمالی حزب دموکرات در انتخابات ریاست‌جمهوری ۲۰۲۴ معرفی شد. با این حال، پس از عملکردش در نخستین مناظره انتخاباتی، واکنش‌ها از سوی طیف‌های سیاسی دربارهٔ توانایی ادراکی‌اش، او را به کناره‌گیری از نامزدی سوق داد. دولت بایدن از سوی مورخان و پژوهشگران به‌طور مثبت ارزیابی شده است، که این ارزیابی با نظرات عموم دربارهٔ دوره ریاست‌جمهوری‌اش تفاوت دارد. او مسن‌ترین رئیس‌جمهور سابق زنده ایالات متحده است.

## ابتدای زندگی (۱۹۶۵–۱۹۴۲)
جو بایدن در ۲۰ نوامبر ۱۹۴۲ در بیمارستان سنت مری در شهر اسکرانتون در ایالت پنسیلوانیا زاده شد. مادر او کاترین فینگن بایدن و پدرش جوزف رابینت بایدن نام داشت. بایدن بزرگ‌ترین فرزند این خانواده کاتولیک بود و بعد از او والدینش صاحب سه فرزند دیگر شامل یک خواهر و دو برادر برای جوزف شدند. مادرش ریشه‌ای ایرلندی داشت و والدین پدرش انگلیسی، فرانسوی و ایرلندی‌تبار بودند. ویلیام بایدن، پدر پدر پدر پدربزرگ پدری جو، از اهالی ساسکس انگلستان بود که به ایالات متحده مهاجرت کرده بود. پدر پدربزرگ مادری‌اش، ادوارد فرانسیس بلویت، فرزند یک مهاجر ایرلندی، از ۱۹۰۷ تا ۱۹۱۰ عضو مجلس سنای ایالات متحده به عنوان سناتور ایالت پنسیلوانیا بود.
پدر بایدن فرد ثروتمندی بود اما در زمان تولد پسرش دچار مشکلات مالی متعددی شده بود. برای سال‌ها، خانواده آن‌ها مجبور بود با پدربزرگ و مادربزرگ مادری بایدن در یک خانه زندگی کند. زمانی که اسکرانتون در دهه ۵۰ دچار بحران مالی شد، پدر جو از پیدا کردن کار مناسب محروم ماند. در ۱۹۵۳، زمانی که بایدن ۱۰ سال داشت خانواده او به آپارتمانی در کلیمونتِ دلاور نقل مکان کرد و چند سال بعد ساکن خانه‌ای در ویلمینگتون در همان ایالت شد. بعدها پدر او به یک فروشنده موفق ماشین دست دوم تبدیل شد و از این راه خرج زندگی خانواده که به طبقه متوسط تعلق داشت را تأمین کرد.
بایدن در مدرسه دانش‌آموز ضعیفی بود، و کلاس سوم را یک بار تجدید شد و دوباره گذراند. در دبیرستان عضو تیم فوتبال آمریکایی بود و در پست‌های هافبک و واید رسیور بازی می‌کرد. کودکی و دوران کالج او با دوره محبوبیت افرادی چون مارتین لوتر کینگ و جان اف. کندی همزمان بود. بایدن وارد دانشگاه دلاور شد و از این دانشگاه دو مدرک در زمینه تاریخ و علوم سیاسی دریافت کرد. او در نهایت به دانشگاه سیراکیوز رفته و از آنجا با مدرک حقوق فارغ‌التحصیل شد. او در بین ۸۵ دانشجوی کلاسش در رتبه ۷۶ام قرار گرفت. بایدن اولین نامزد حزب دمکرات در انتخابات ریاست جمهوری از سال ۱۹۸۴ است که مدرکی از یکی از دانشگاه‌های آیوی لیگ ندارد.
اثرات منفی نوشیدن الکل در خانواده‌های بایدن و فینگن و در محله او باعث شد بایدن از کسانی شود که الکل نمی‌نوشند.

## حرفه سیاسی و زندگی خانوادگی آغازین (۱۹۷۲–۱۹۶۶)

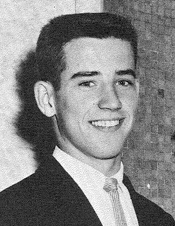
بایدن در نوجوانی

بایدن در سال ۱۹۶۶ در حالی‌که هنوز دانشجو بود، با نیلیا هانتر ازدواج کرد. والدین نیلیا در ابتدا نسبت به ازدواج دخترشان با یک کاتولیک موافق نبودند اما در نهایت پذیرفتند. مراسم عروسی این دو در یک کلیسای کاتولیک رومی در شهرک اسکانیتلس در ایالت نیویورک صورت گرفت. حاصل ازدواج نیلیا و جو، سه فرزند به ترتیب در سال‌های ۱۹۶۹، ۱۹۷۰ و ۱۹۷۱ با نام‌های جوزف بایدن سوم ملقب به بو بایدن، رابرت هانتر و نایومی کریستینا بود. بایدن به نیلیا گفت که قصد دارد تا ۳۰ سالگی به یک سناتور تبدیل شده و بعد برای ریاست‌جمهوری تلاش کند.
در ۱۹۶۸، بایدن پس از پایان تحصیلاتش به مدت ۶ ماه در یک مؤسسه حقوقی در ویلمینگتون به عنوان منشی کار کرد و همزمان به عنوان وکیل تسخیری کار می‌کرد. ویلیام پریسکت که از جمهوری‌خواهان مطرح منطقه بود ریاست آن مؤسسه را برعهده داشت و بایدن بعداً گفت «خودم را یک جمهوری‌خواه می‌دانستم.» جو از فرماندار دموکرات دلاور، چارلز تری که سیاست‌های نژادی محافظه‌کارانه‌ای داشت حمایت نمی‌کرد و در عوض سیاست‌های راسل پترسون که یک جمهوری‌خواه و لیبرال‌تر بود و در ۱۹۶۸ تری را شکست داد، را می‌پسندید. جمهوری‌خواهان تلاش کردند بایدن را جذب کنند اما او به دلیل اینکه از رئیس‌جمهور جمهوری‌خواه، ریچارد نیکسون، خوشش نمی‌آمد درخواستشان را رد کرد و از خود به عنوان یک مستقل نام می‌برد. او در سال ۱۹۶۹ به عنوان یک دموکرات نامزد شورای شهرستان نیوکاسل در ایالت دلاور شد. عمده وعده‌های انتخاباتی او شامل حمایت از مسکن دولتی بود. بایدن با تفاوت ۲۰۰۰ رأی موفق به پیروزی در انتخابات شد. او از سال ۱۹۷۰ تا ۱۹۷۲ عضو این شورا بود و همزمان به وکالت ادامه داد.
بایدن در سال ۱۹۷۲ نامزد سنای آمریکا از ایالت دلاور شد. جی. کیلب بوگز رقیب با سابقه او در این انتخابات شکست خورد و به این ترتیب بایدن به عنوان یکی از جوان‌ترین سناتورها وارد مجلس سنا شد.
نیلیا در سال ۱۹۷۲ هنگام خرید کریسمس به همراه دختر یک ساله‌شان در تصادف رانندگی کشته شد. پسران بایدن از این تصادف با جراحات جزئی جان به در بردند. بایدن در سال ۱۹۷۷ با جیل تریسی جیکابز ازدواج کرد و از او دختری به نام اشلی دارد.

## در سنا (۱۹۷۳–۲۰۰۹)

### مسائل خانوادگی و ازدواج دوباره
بایدن به تاریخ ۵ ژانویه ۱۹۷۳ سوگند سناتوری خود را در شعبه دلاور مرکز پزشکی ویلمینگتون ادا کرد. پسرانش بو که هنوز از صندلی چرخ‌دار استفاده می‌کرد و هانتر که مرخص شده بود هم به همراه دیگر نزدیکان بایدن آنجا بودند. همچنین به دلیل حضور دوربین‌های تلویزیونی، این اتفاق در سطح ملی مورد توجه قرار گرفت.
با ۳۰ سال سن (حداقل سن حضور در مجلس سنا) بایدن به ششمین سناتور جوان تاریخ ایالات متحده و یکی از تنها ۱۸ نفری که قبل از ۳۱ سالگی به این منصب انتخاب شده‌اند، تبدیل شد. سانحه رانندگی که باعث مرگ همسر و دخترش شده بود بایدن را مملو از خشم و شک دینی کرده بود: «می‌خواستم زمانی که تصور می‌کردم امکان پیدا کردن یک مبارزه خیابانی وجود دارد، شب‌ها در محله‌ها بچرخم… نمی‌دانستم که می‌توانم از پس چنین خشمی برآیم… احساس می‌کردم خدا کلک بسیار بدی به من زده است.» برای اینکه هر روز بتواند در خانه کنار پسرانش باشد، روزانه ۹۰ دقیقه با قطارهای امترک از خانه‌اش در حومه ویلمینگتون به واشینگتن دی‌سی سفر می‌کرد و این کار را در طول دوره حضورش در سنا به مدت ۳۶ سال ادامه داد؛ نتیجتاً، به او لقب «جوی امترکی» دادند. به دلیل اینکه تنها اندکی بعد از تصادف وارد سنا شده بود، به سختی می‌توانست بر کار خود تمرکز کند و در خاطراتش می‌نویسد که کارمندان مجلس سنا در ربط با مدتی که او در سنا دوام خواهد آورد، با یکدیگر شرط بسته بودند. بایدن برای ۵ سال مجرد ماند و در این مدت، قرار بود هر زمان که پسرانش به او نیاز داشته باشند، سنا را ترک کند. به یاد دختر و همسر اولش، جو در روزهای ۱۸ دسامبر، سالگرد تصادف، سر کار حاضر نمی‌شود.

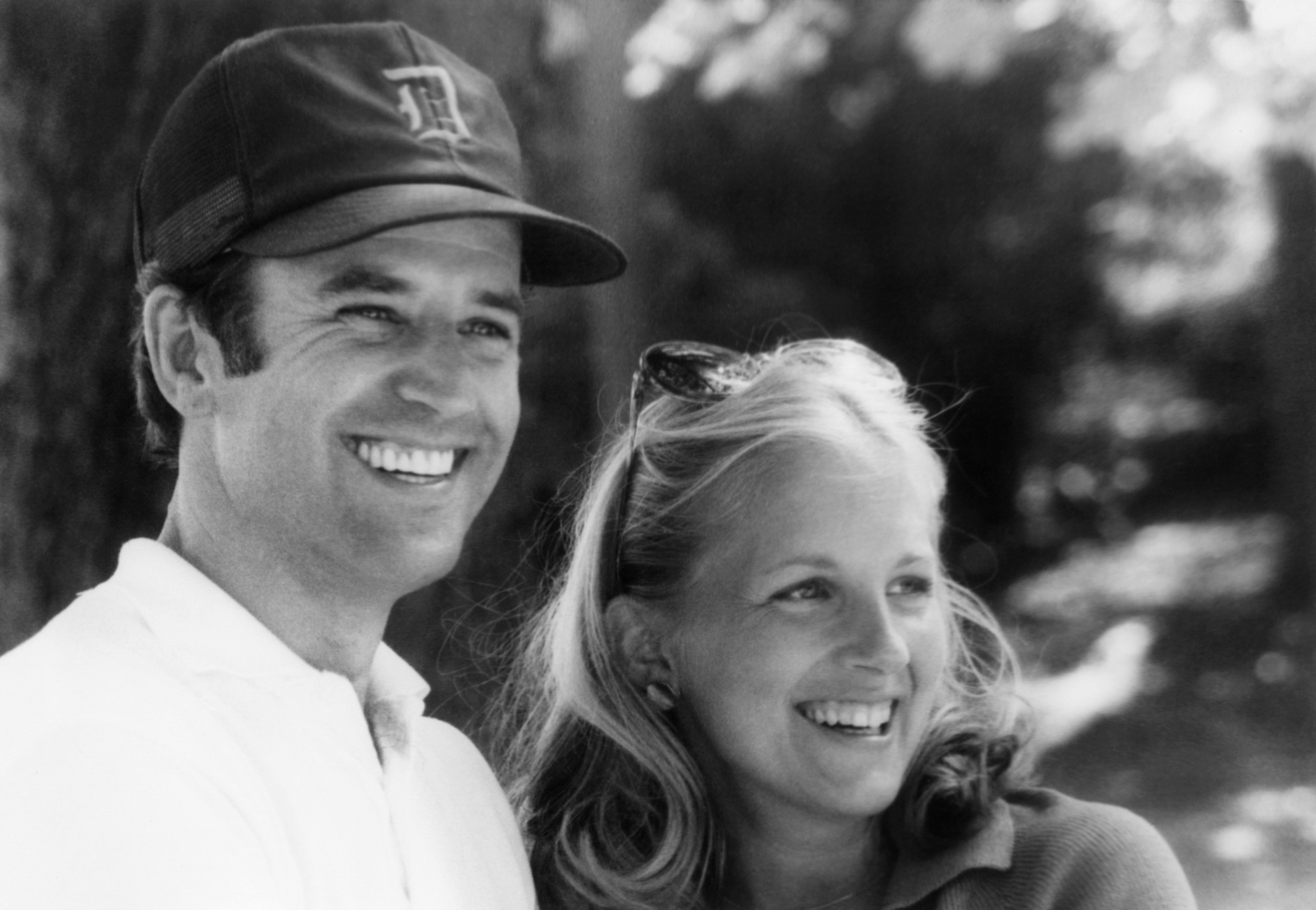
بایدن و همسر دومش جیل

در ۱۹۷۵، بایدن با جیل تریسی جیکوبس مقالات کرد. درحالی که بایدن تنها یک بار عکس جیل را در یک آگهی بازرگانی دیده بود، برادر بایدن آن دو را با یکدیگر آشنا کرد. بایدن آشنایی با جیل را دلیل دوباره علاقه‌مند شدن خود به سیاست و زندگی می‌داند. در ۱۷ ژوئن ۱۹۷۷، آن دو در مقر سازمان ملل نیویورک با حضور یک کشیش کاتولیک ازدواج کردند. آن‌ها در ۱۹۸۱ صاحب یک دختر به نام اشلی بلیزر شدند. جو و همسرش جیل هر دو کاتولیک هستند و به‌طور منظم به کلیسای سن جوزف در برندی‌واین می‌روند.
پسر بزرگ جو، بو بایدن، به دادستان کل ایالت دلاور تبدیل شد و در جنگ عراق هم حضور داشت. او در ۳۰ مه ۲۰۱۵، در سن ۴۶ سالگی، پس از دو سال مبارزه با سرطان مغز درگذشت. پسر جوان‌ترش، هانتر، وکیل است.

### اقدامات اولیه در سنا
جو در اولین سال‌های حضورش در سنا تمرکز خود را بر مسائل زیست‌محیطی و حمایت از مصرف‌کننده گذاشت و به دنبال آن بود که سطح پاسخگویی دولت را افزایش دهد. در اواسط ۱۹۷۴، مجله تایم او را یکی از ۲۰۰ چهره آینده دانست. در مصاحبه‌ای با واشینگتنین به سال ۱۹۷۴، بایدن خود را در مسائلی چون حقوق و آزادی‌های شهروندی و مسائل افراد مسن لیبرال توصیف کرد اما اعلام داشت که در باقی موارد، نظیر سقط جنین و سربازی محافظه‌کار است.
در ۱۹۸۱، بایدن به عضو ارشد حزب اقلیت در کمیته قضایی سنا تبدیل شد. طی پروسه تصویب لایحه پیشگیری از جرم ۱۹۸۴، در میان سناتورهای دموکرات او بیشترین نقش را داشت. در طول زمان، مفاد سخت‌گیرانه این قانون باعث ایجاد مناقشه‌هایی شد و نتیجتاً، بایدن در سال ۲۰۱۹ نقش خود در تصویب آن را یک «اشتباه بزرگ» نامید. طرفدارانش او را به دلیل اعمال اصلاحات در برخی از مفاد بحث‌برانگیز این قانون تحسین کردند و این بزرگ‌ترین دستاورد او در امر قانون‌گذاری در آن زمان بود. بایدن در همان سال، بعد از اینکه سخنرانی‌هایی که انجام داده بود توجهات را به خود جلب کرد، احتمال نامزد شدن برای ریاست‌جمهوری را بررسی کرد.
در ۱۹۹۳ بایدن به لایحه‌ای که همجنس‌گرایی را برای خدمت در ارتش نامناسب اعلام می‌کرد، رای مثبت داد که در نتیجه آن همجنس‌گرایان آمریکایی بدون هیچ استثنایی شانس حضور در قوای مسلح را از دست دادند. این قانون بعداً توسط بیل کلینتون (تحت عنوان «نپرس، نگو») اصلاح شد و مقرر شد همجنس‌گرایان بتوانند در ارتش خدمت کنند، اما گرایش‌های جنسی خود را مخفی نگه دارند و کسی هم نتواند از آن‌ها در این باب سؤال کند.
همچنین در ۱۹۹۶، بایدن به «لایحه دفاع از ازدواج» که به رسمیت شناختن ازدواج همجنس‌گرایان را ممنوع می‌کرد و به ایالات هم اجازه می‌داد چنین کنند، رای مثبت داد. ماده سوم این قانون در ایالات متحده آمریکا در برابر ویندزر در سال ۲۰۱۳ غیرقانونی اعلام گردید. دولت اوباما (که بایدن در آن معاون رئیس‌جمهور بود) تلاشی برای دفاع از قانون نکرد و در عوض به ویندزر بابت پیروزی تبریک گفت. در ۲۰۱۵، قانون دفاع از ازدواج در نتیجه ابرگفل در برابر هاجز کاملاً ابطال شد.

### انتخابات ریاست‌جمهوری ۱۹۸۸
بایدن که به تاریخ ۹ ژوئن ۱۹۸۷ در ایستگاه قطار ویلمینگتون قصد خود برای نامزد شدن را اعلام کرده بود، در انتخابات مقدماتی ۱۹۸۸ حزب دموکرات شرکت کرد. او می‌خواست به جوان‌ترین رئیس‌جمهور از زمان جان اف. کندی تبدیل شود. در آغاز یکی از بخت‌های اصلی به‌شمار می‌رفت. کمپین بایدن در ربع‌سال اول ۱۹۸۷ موفق شد ۱٫۸ میلیون دلار کمک جمع‌آوری کند، بیش از هر نامزد دیگری.

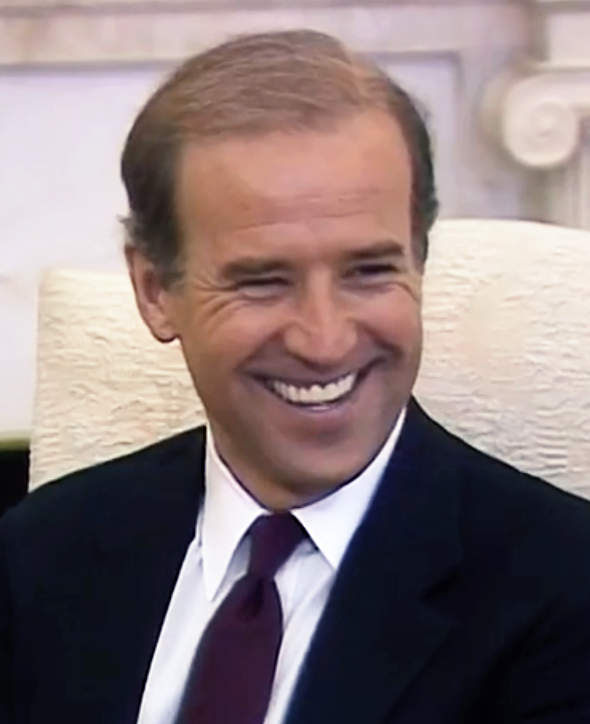
بایدن در ۱۹۸۷

تا اوت ۱۹۸۷، به نظر می‌رسید بایدن از مایکل دوکاکیس و دیک گفاردت عقب افتاده است. علی‌رغم اینکه کمک‌ها به کمپین بایدن هنوز از سایرین بیشتر بود، دوکاکیس در نظرسنجی‌های ایووا پیشی گرفته بود. در سپتامبر ۱۹۸۷، بایدن متهم شد که از سخنرانی نایل کیناک، رهبر حزب کارگر بریتانیا، سرقت ادبی کرده است. علی‌رغم اینکه سیاستمداران از ایده‌ها و سخنرانی‌های یکدیگر الگو می‌گیرند، آنچه بیشتر بایدن را زیر ذره‌بین قرار داد این بود که او پیشینه خانوادگی خودش را هم تغییر داده بود تا با پیشینه کیناک هم‌خوانی داشته باشد. به زودی مشخص شد بایدن قبلاً از یک سخنرانی ۱۹۶۷ رابرت کندی، سخنرانی ۱۹۶۱ جان اف کندی و یک سخنرانی ۱۹۷۶ هیوبرت هامفری هم کپی برداری کرده است.
او که پایگاه هواداری گسترده‌ای نداشت، در ۲۳ سپتامبر ۱۹۸۷ تعلیق کمپین خودش را اعلام کرد. به عقیده او، «سایه‌های اغراق‌شده» اشتباهات گذشته موضوعی بود که باعث شد کمپینش در آن سال شکست بخورد.
بعد از انصراف بایدن، فاش گردید که کمپین دوکاکیس به صورت مخفیانه فیلم مقایسه سخنرانی‌های بایدن و کیناک را کنار یکدیگر قرار داده و در اختیار رسانه‌ها گذاشته است.

### کمیته روابط خارجی سنا

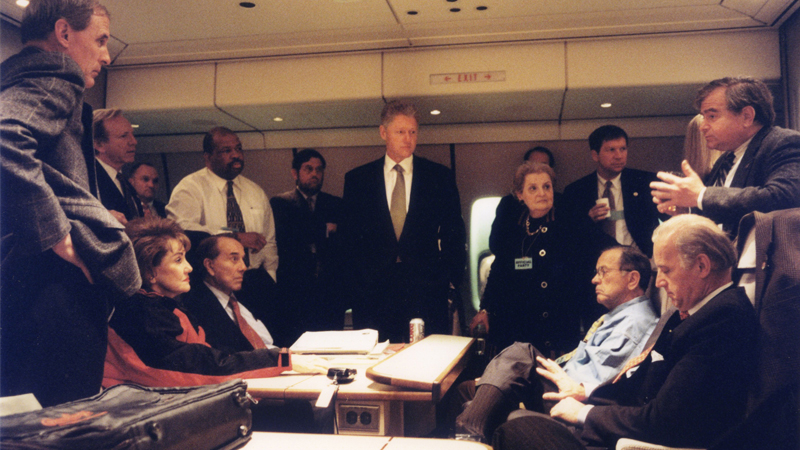
سناتور بایدن رئیس‌جمهور بیل کلینتون و دیگر مقامات را در سفر به بوسنی و هرزگوین در دسامبر ۱۹۹۷ همراهی می‌کند.

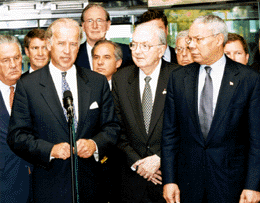
بایدن به همراه کالین پاول و جسی هلمز در اکتبر ۲۰۰۱

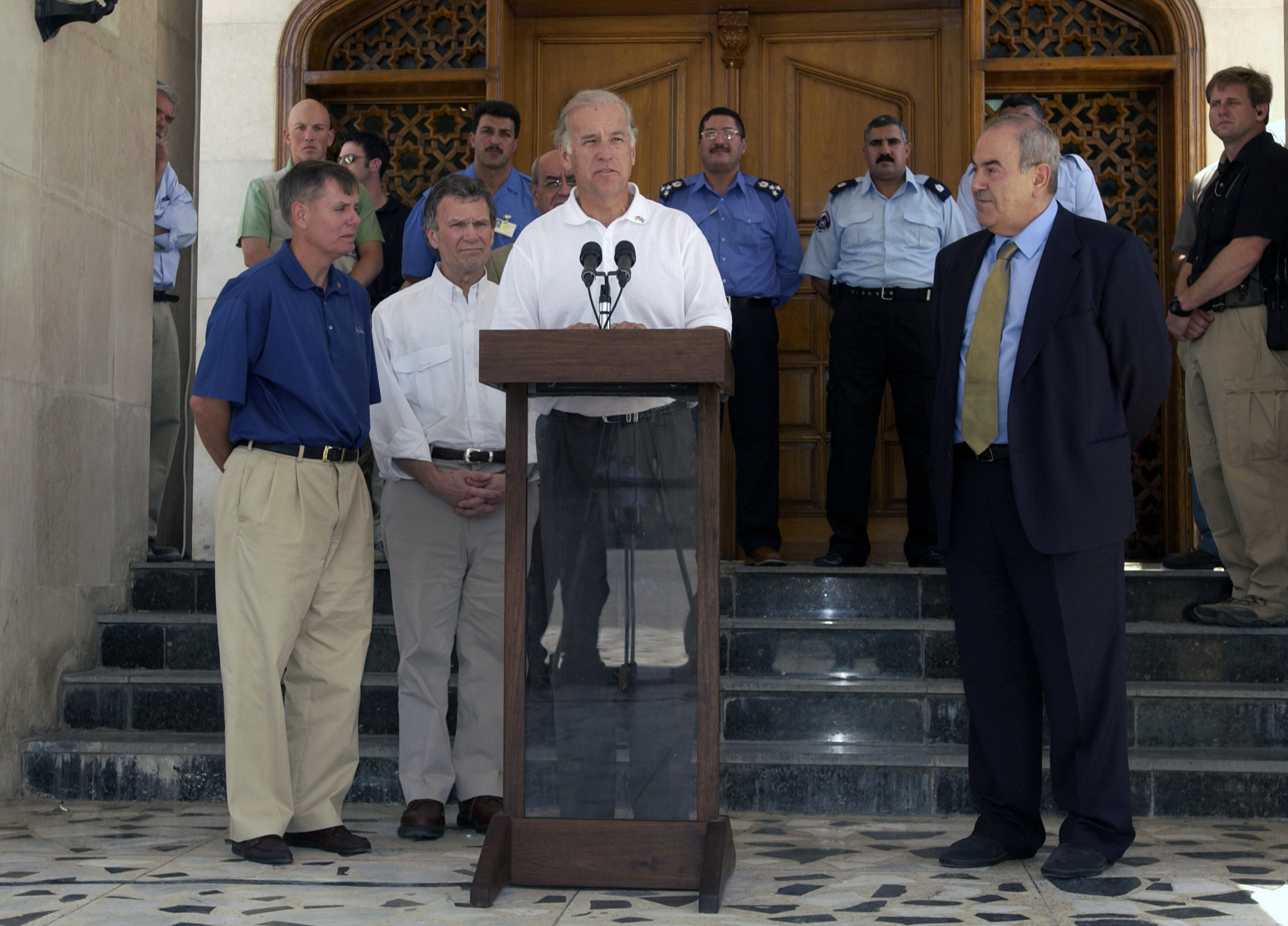
بایدن پس از دیدار با ایاد علاوی نخست‌وزیر عراق در بغداد iدر سال ۲۰۰۴ مطبوعات را خطاب قرار می‌دهد.

بایدن عضو دیرپای کمیته روابط خارجی سنای ایالات متحده آمریکا بود. در سال ۱۹۹۷، ارشدترین عضو حزب در اقلیت در کمیته شد و در ژانویه ۲۰۰۱ و از ژوئن ۲۰۰۱ تا ۲۰۰۲ ریاست آن را بر عهده داشت. با افتادن مجدد کنترل سنا به دست دمکرات‌ها در پی انتخابات سال ۲۰۰۶، بایدن مجدداً ریاست کمیته را به دست گرفت. او در سیاست خارجی عموماً یک انترناسیونالیست لیبرال بود. او به‌طور مؤثری با سناتورهای جمهوریخواهی چون ریچارد لوگر و جسی هلمز همکاری می‌کند و گاهی علیه عناصری از حزب خود موضع می‌گرفت. بایدن یکی از دو رئیس گروه ناظر بر ناتو در سنا بود. او در این بازه با ۱۵۰ رهبر از نزدیک به ۶۰ کشور و سازمان بین‌المللی دیدار کرد. او به عنوان رئیس کمیته، جلسات استماع متعددی برگزار می‌کرد و همچنین در طی سه باری که ریاست سوکمیته امور اروپایی را بر عهده داشت، جلسات استماع متعددی در آن برگزار می‌کرد.
بایدن به اجازه به دولت برای جنگ خلیج فارس در سال ۱۹۹۱ به همراه ۴۵ نفر از ۵۵ سناتور دمکرات
رای منفی داد، او گفت تقریباً همه بار ائتلاف ضد عراق بر دوش آمریکا قرار دارد.
بایدن پس از شنیدن راجع به خشونت‌های صرب‌ها در جریان جنگ استقلال کرواسی در سال ۱۹۹۱ به جنگ‌های یوگسلاو علاقه‌مند شد. پس از شروع جنگ بوسنی بایدن از اولین افرادی بود که از سیاست برداشتن تحریم سلاح و تعلیم نظامی بوسینیایی‌ها و حمایت از آنان با حملات هوایی ناتو و تحقیق در خصوص جنایت جنگی حمایت کرد. دولت‌های جرج ایچ دابلیو بوش و کلینتون هر دو نسبت به پیاده‌سازی این سیاست مردد بودند، و نگران گرفتار شدن در بالکان بودند. در آوریل ۱۹۹۳، بایدن یک هفته را در بالکان گذراند و یک جلسه پرفشار سه ساعته با اسلوبودان میلوشویچ رهبر صرب‌ها داشت. بایدن بعداً بازگو کرد که به میلوشویچ گفته «فکر می‌کنم تو یک جنایتکار جنگی لعنتی هستی و باید به این عنوان محاکمه شوی» بایدن در سال ۱۹۹۲ متممی نوشت تا دولت بوش را مجبور به مسلح کردن بوسنیایی‌ها کند، ولی در سال ۱۹۹۴ به موضعی نرم‌تر که دولت کلینتون آن را ترجیح می‌داد تن در داد، و در سال بعد همراه با باب دول و جو لیبرمن از اقدام شدیدتری حمایت کرد. این درگیر شدن آمریکا منجر به تلاش موفق ناتو در زمینه صلح بانی شد. بایدن نقش خود در اثرگذاری بر سیاست بالکان را «پرافتخارترین لحظه در حیات عمومی» در رابطه با سیاست خارجی خوانده است.

### کارنامه سنا و ثروت
بعد از اولین انتخابات خود در ۱۹۷۲، بایدن شش مرتبه دیگر (۱۹۷۸، ۱۹۸۴، ۱۹۹۰، ۱۹۹۶، ۲۰۰۲ و ۲۰۰۸) هم در انتخابات سنا به پیروزی رسید، معمولاً با کسب حدود ۶۰٪ آرا. او با رقبای جدی روبرو نشد؛ پیت دو پونت، فرماندار وقت، در ۱۹۸۴ تصمیم گرفت در انتخابات شرکت نکند. ویلیام روث، سناتور جمهوری‌خواه ایالت، دو سال زودتر از بایدن وارد سنا شد و نتیجتاً، او برای ۲۸ سال ارشدِ بایدن در سنا بود. در ۲۰۰۰، تام کارپر موفق شد در انتخابات سنا روث را شکست دهد و بدین ترتیب، بایدن به سناتور ارشد ایالت دلاور تبدیل شد. بایدن از همه سناتورهای ایالت خود مدت طولانی‌تری در سنا حضور داشته است و در سطح کشور، تا سال ۲۰۱۸، در رتبه هجدهم از این حیث قرار دارد. او در مه ۱۹۹۹ به جوان‌ترین سناتور تاریخ تبدیل شد که ۱۰٬۰۰۰ مرتبه رای می‌دهد.
در سال‌های حضورش در سنا، بایدن برای خود به عنوان فردی «وراج» و کسی که «پای خود را در دهان خود می‌گذارد» (یعنی حرف‌های خجالت‌آور می‌زند) شهرت پیدا کرد. او یک سخن‌ور و بحث‌کننده ماهر بود که معمولاً به تاک شوهای صبح یکشنبه دعوت می‌شد. او معروف بود به اینکه در سخنرانی‌هایش به متن از قبل آماده‌شده وفادار نمی‌ماند و به گفته نیویورک تایمز، ممکن است هر چیزی را به زبان بیاورد.

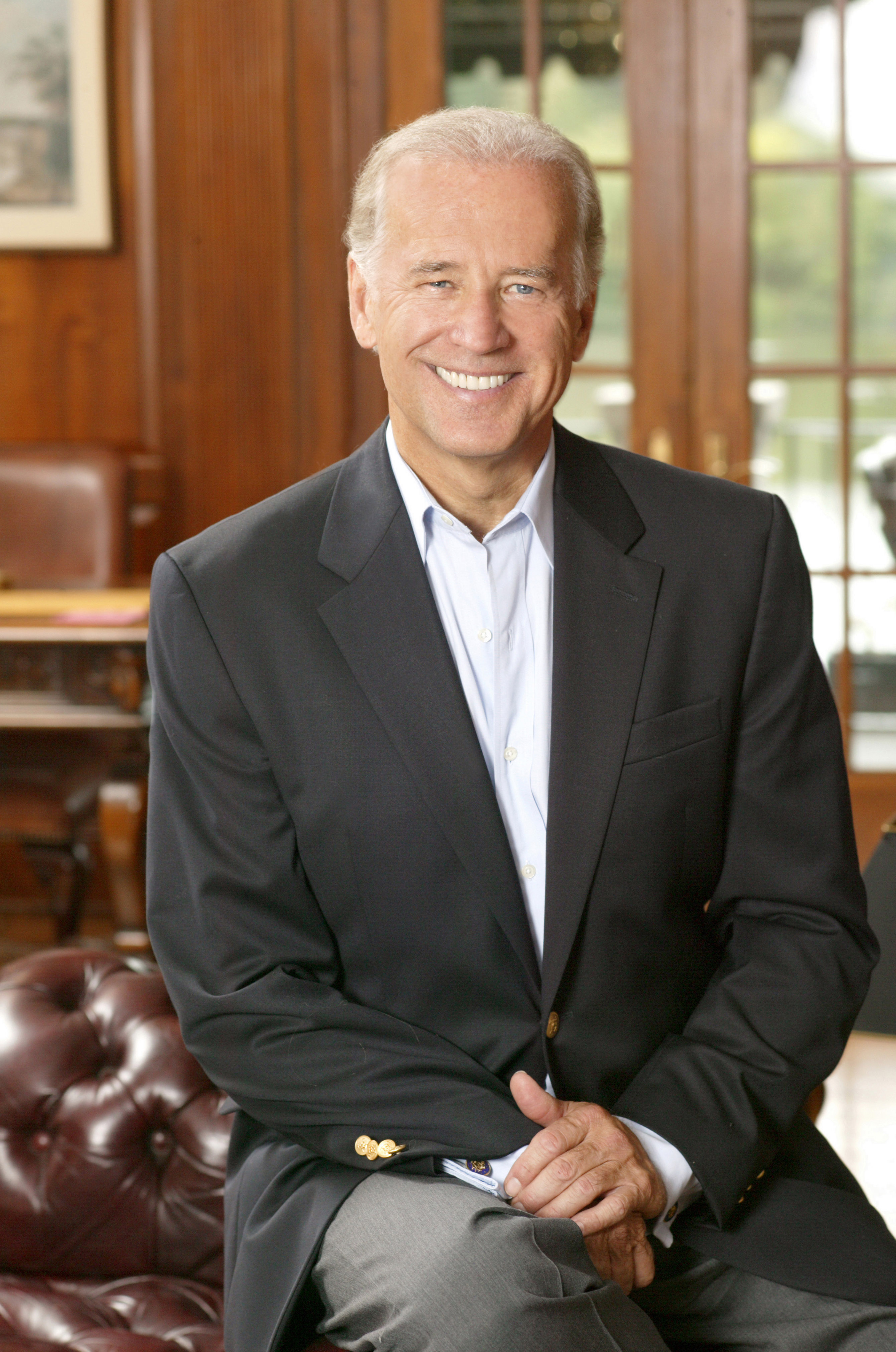
پرتره رسمی بایدن در سال ۲۰۰۵

با ثروتی حدود ۵۹ تا ۳۶۶ هزار دلار و بدون هیچ درآمدی بیرون از سنا، بایدن یکی از فقیرترین سناتورها بود. به گفته خودش، او دومین عضو فقیر سنا و مجلس نمایندگان بود و به این افتخار نمی‌کرد، اما دلیلش را انتخاب‌شدن در سن پایین می‌دانست. او می‌گوید به سرعت در آغاز حرفه خود پی برد که نمایندگانی با ثروت کم در برابر پیشنهادهای حمایت مالی در انتخابات در ازای پشتیبانی سیاسی آسیب‌پذیر هستند و در همان دوره اول حضورش در سنا تلاش کرده است قوانین مربوط به حمایت از کمپین‌های انتخاباتی را اصلاح کند. بایدن در سال‌های ۲۰۱۷ و ۲۰۱۸ درآمدی معادل ۱۵٫۶ میلیون دلار داشت. در ژوئیه ۲۰۱۹ خانواده بایدن اعلام کرد که دارایی‌شان بین ۲٫۲ تا ۸ میلیون دلار افزایش داشته است که دلیل اصلی این افزایش انجام سخنرانی‌ها و قراردادهایی برای نوشتن تعدادی کتاب بود.

### کمپین ریاست‌جمهوری ۲۰۰۸
بعد از شکست در ۱۹۸۸، بایدن چند بار دیگر احتمال کاندید شدن برای ریاست‌جمهوری را بررسی کرده بود و سرانجام در ۳۱ ژانویه ۲۰۰۷ قصد خود برای نامزد شدن را اعلام کرد. او در برنامه ملاقات با مطبوعات به مجری آن تیم راسرت در این مورد گفت که او تلاش می‌کند «بهترین بایدنِ ممکن» باشد. در ژانویه ۲۰۰۶، هری اف. تمال، ستون‌نویس اهل دلاور نوشت که بایدن در مرکز حزب دموکرات قرار دارد و این جایگاهی که است که جو بایدن آن را می‌خواهد. به گفته او، جو قصد داشت در کمپین خود به شهروندان آمریکایی گوشزد کند که آن‌ها علاوه بر خطر تروریسم، با خطراتی چون مشکلات نظام درمانی آمریکا، جرم و وابستگی به واردات انرژی از مناطق بی‌ثبات جهان هم روبرو هستند.
جو بایدن در کمپین ۲۰۰۸ خود بر جنگ عراق و طرفداری‌اش از برنامه بایدن-گلب (مبنی بر فدرال‌کردن عراق) جهت دستیابی به موفقیت سیاسی تمرکز کرد. او سابقه خود در سنا و تجربه‌اش در مبحث روابط خارجی را یادآور شد اما اعلام کرد علاقه‌ای به وزیر امور خارجه شدن ندارد و فقط به ریاست‌جمهوری فکر می‌کند. بایدن در یک گردهمایی انتخاباتی در ۲۰۰۷ گفت: «می‌دانم که بسیاری از رقبایم می‌گویند من یک وزیر امور خارجه فوق‌العاده خواهم شد. در واقع، تک‌تکشان این را می‌گویند. مناظره‌ها را می‌بینید؟ [همه می‌گویند] جو درست میگه، جو درست میگه، جو درست میگه!» عبارت «جو درست میگه» که دیگر نامزدها در مناظره‌های حزب دموکرات تکرار می‌کردند، به یکی از شعارهای کمپین بایدن تبدیل شد. او در اواسط سال ۲۰۰۷ توانایی خود در سیاست خارجی را با باراک اوباما مقایسه کرد و گفت که فکر می‌کند اوباما «روزی آماده خواهد شد، اما الان باور ندارم که هنوز آماده این کار است. ریاست‌جمهوری چیزی نیست که در طول دوره خود آن را یاد بگیرید.» بایدن همچنین گفت اوباما از نظریات او در ربط با سیاست خارجی کپی‌برداری می‌کند. کنایه‌های یک خطی بایدن در طول کمپین‌ها نیز مورد توجه قرار گرفت. او دربارهٔ رودی جولیانی کاندید پیشتاز جمهوری‌خواهان گفت که «او در یک جمله فقط به سه چیز اشاره می‌کند: یک اسم، یک فعل و یازده سپتامبر.» روی هم رفته، عملکرد بایدن در مناظره‌ها ترکیب اثرگذاری از شوخ‌طبعی و نظرات منظم تند و تیز بود.

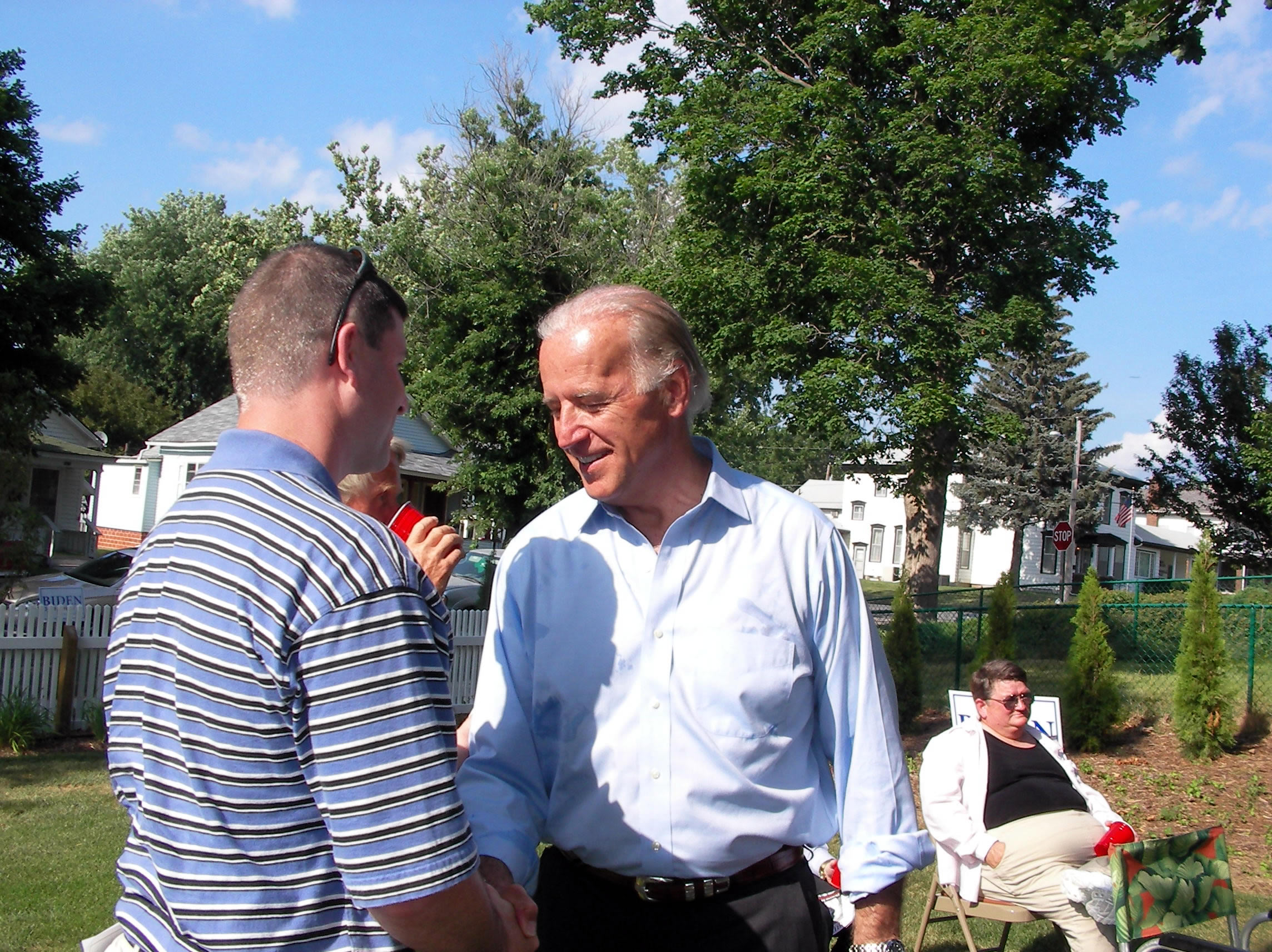
بایدن در یک کمپین تبلیغاتی در آیووا، سال ۲۰۰۷

بایدن در طول کمپین نظرات مناقشه‌آمیزی هم ابراز کرد. او در ژانویه ۲۰۰۷ نامزد هم‌حزبی خود سناتور باراک اوباما را اولین آمریکایی سیاه‌پوست جریان اصلی که «خوش بیان، باهوش، تمیز و خوش‌تیپ است» توصیف کرد. این نظر تأثیر منفی بر کمپین بایدن گذاشت و باعث شد کمک‌های مالی به کمپینش کاهش پیدا کند. مجله تایم آن را در فهرست ۱۰ گاف انتخاباتی برتر ۲۰۰۷ قرار داد. بایدن همچنین در ژوئیه ۲۰۰۶ به خاطر نظراتش دربارهٔ آمریکایی‌های هندی‌تبار به باد انتقاد گرفته شد: «در دلاور، بیشترین رشد جمعیت متعلق به آمریکایی-هندی‌ها که از هند می‌آیند، است. شما بدون یک لهجه هندی نمی‌توانید وارد یک ۷-ایلون یا دانکن دوناتس (دو فروشگاه زنجیره‌ای) شوید. جدی می‌گویم.» او بعداً گفت که منظور توهین‌آمیزی نداشته است.
جو بایدن در حرکتی غیرمعمول در سفرهای تبلیغاتی‌اش به همراه سناتور کریستوفر داد که در رقیب او هم بود، به صورت مشترک از یک هواپیما استفاده می‌کردند. تاد و بایدن با هم دوست بودند و قصد داشتند بدین طریق در هزینه‌ها صرفه‌جویی کنند.
در کل بایدن در جمع‌آوری کمک مالی کار سختی داشت، برای جذب مردم به گردهمایی‌های انتخاباتی‌اش با مشکل مواجه بود و در مقابل بخت‌های اصلی، باراک اوباما و هیلاری کلینتون، در جلب توجهات شکست خورد. طرفداران او هرگز در نظرسنجی‌های کشوری مقدماتی دموکرات‌ها دو رقمی نشدند. در ۳ ژانویه ۲۰۰۸، بایدن در انتخابات مقدماتی آیووا پنجم شد و تنها کمتر از ۱٪ از آرای حزبی را به دست آورد. در بعد از ظهر همان روز کمپینش را به حالت تعلیق درآورد و گفت: «امشب هیچ چیز غم‌انگیزی وجود ندارد… من احساس حسرت نمی‌کنم.»
اگرچه جو بایدن در کمپین ۲۰۰۸ خود موفقیتی به دست نیاورد، اما جایگاه سیاسی او در اثر آن بالا رفت. به خصوص که باعث تغییر روابطش با اوباما شد. هر دوی آن‌ها در کمیته روابط خارجی سنا عضویت داشتند اما به هم نزدیک نبودند. ترقی سریع سیاسی اوباما باعث رنجش خاطر بایدن بود و بایدن نیز به چشم اوباما فردی «پر حرف» که «رئیس‌وار» رفتار می‌کرد، بود. آن دو در طول سال ۲۰۰۷ یکدیگر را بیشتر شناختند. اوباما از شیوه کمپین بایدن و شهرت او بین قشر کارگر استقبال کرد و بایدن هم گفت قانع شده است که اوباما «خود خودشه.»

## کمپین معاونت ریاست‌جمهوری ۲۰۰۸

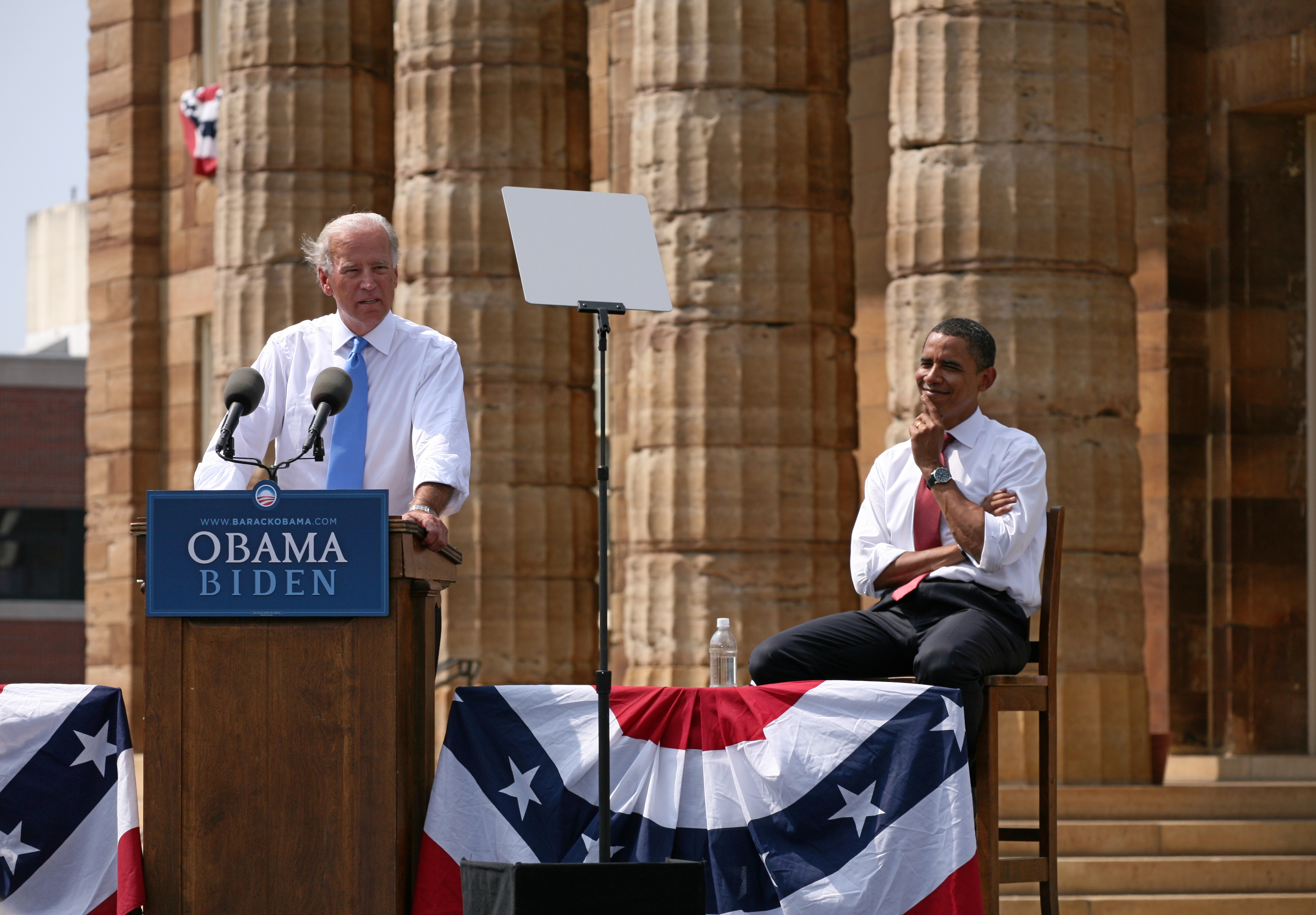
بایدن رسماً به عنوان جفت انتخابی اوباما اعلام می‌شود.

کمی بعد از انصراف بایدن، اوباما به صورت خصوصی به او گفت که قصد دارد منصب مهمی برای او در کابینه خودش پیدا کند. بایدن پیشنهاد اول اوباما برای معاونت ریاست‌جمهوری را رد کرد زیرا آن را باعث تنزل جایگاه خود و از دست‌دادن کرسی سنا می‌دید اما بعد نظرش را تغییر داد. در ۲۲ ژوئن ۲۰۰۸، در مصاحبه‌ای با ملاقات با مطبوعات از شبکه ان‌بی‌سی، او تأیید کرد که اگرچه فعالانه دنبال چنین منصبی نیست، اما اگر پیشنهادی برسد آن را خواهد پذیرفت. در اوایل اوت، اوباما و بایدن در ملاقاتی خصوصی احتمال این موضوع را بررسی کردند و به توافق رسیدند. در ۲۲ اوت ۲۰۰۸، باراک اوباما اعلام کرد که بایدن جفت انتخابی‌اش خواهد بود. نیویورک تایمز گزارش کرد که هدف از این انتخاب، پیدا کردن شخصی است که در باب مسائلی نظیر سیاست خارجی و امنیت ملی تجربه داشته باشد. به عقیده دیگران، محبوبیت بایدن میان طبقه متوسط و کارگران یقه‌آبی و همچنین تمایل او برای به چالش کشیدن نامزد جمهوری‌خواه جان مک‌کین در این انتخاب اثرگذار بود. با پذیرفتن پیشنهاد اوباما، بایدن احتمال نامزد شدن دوباره در ۲۰۱۶ را نیز منتفی دانست اما با نظرات بعدی‌اش به نظر می‌رسید نظرش تغییر کرده، به خصوص اینکه نمی‌خواست قدرت سیاسی‌اش را با «بی‌میل» نشان دادن خود کاهش دهد. بایدن به صورت رسمی در کنوانسیون ملی حزب دموکرات در دنور به تاریخ ۲۷ اوت ۲۰۰۸ به عنوان نامزد معاونت ریاست‌جمهوری حزب اعلام شد.
پس از انتخاب بایدن به نامزدی معاون ریاست جمهوری، اسقف کاتولیک ویلمینگتون اعلام کرد که بایدن، حتی اگر انتخاب شود، اجازه سخنرانی در مدارس کاتولیک را نخواهد داشت. اسقف زادگاه بایدن، اسکرانتون در پنسیلوانیا، نیز به زودی او را به دلیل حمایت از حق سقط جنین از حضور در آئین عشای ربانی منع کرد، هرچند بایدن همچنان در کلیسای محلی دلاور حاضر می‌شد. اتفاق مذکور به نقطه اشتعال در رقابت برای رای‌دهندگان کاتولیک در ایالات چرخشی بین کمپین دموکرات و گروه‌های کاتولیک لیبرال که معتقد بودند باقی مسائل اجتماعی هم باید به اندازه یا بیشتر از سقط جنین مورد توجه قرار گیرند از یک سو، و از سوی دیگر اسقف‌ها و کاتولیک‌های محافظه‌کاری که سقط جنین را مهم‌ترین موضوع می‌دانستند، تبدیل شد. بایدن گفت معتقد است زندگی از لحظه بسته‌شدن نطفه آغاز می‌شود اما عقاید مذهبی خود را به دیگران تحمیل نخواهد کرد. اسقف سالتارلی قبلاً در مورد مواضعی مانند موضع بایدن گفته بود «امروزه هیچ‌کس این نظر را از یک کارمند عمومی قبول نمی‌کند: «من شخصاً مخالف برده‌داری و نژادپرستی هستم، اما حکم شخصی خود را به صحنه قانون‌گذاری تحمیل نمی‌کنم.» به همین شکل، هیچ‌یک از ما نباید این را از یک کارمند عمومی بپذیریم: من شخصاً مخالف سقط جنین هستم اما حکم شخصی خود را به صحنه قانون‌گذاری تحمیل نخواهم کرد.»

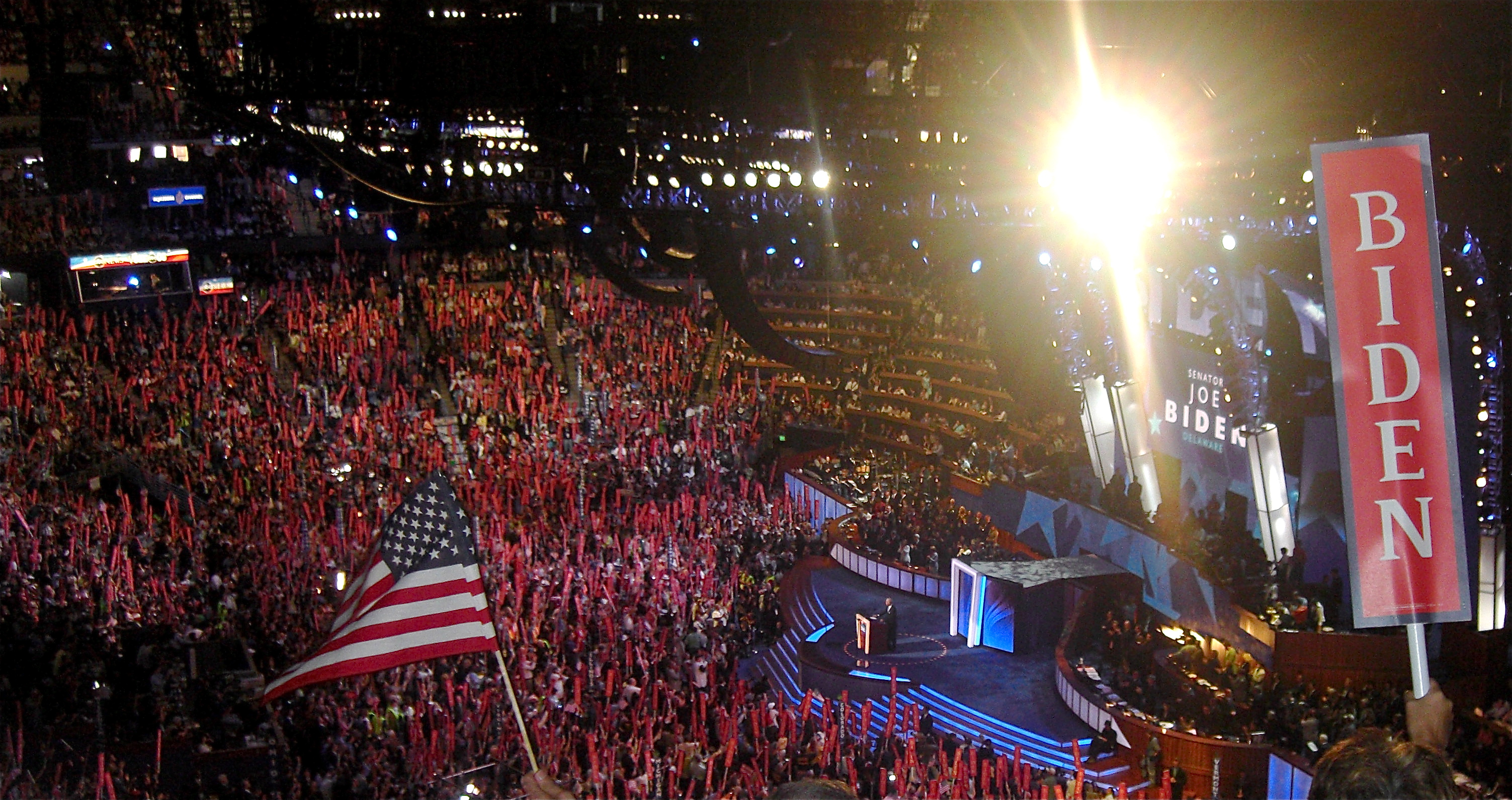
بایدن در شب سوم کنوانسیون ملی دموکرات‌ها به صورت رسمی به نامزدی معاونت ریاست‌جمهوری انتخاب شد.

حضور بایدن در انتخابات به عنوان نامزد معاونت ریاست‌جمهوری، چندان مورد توجه رسانه‌ها قرار نگرفت زیرا توجه بیشتر مطبوعات به نامزد معاونت جمهوری‌خواه، فرماندار آلاسکا سارا پیلین، معطوف بود. به عنوان مثال، در طول یک هفته در سپتامبر ۲۰۰۸، پروژه تعالی در روزنامه‌نگاری مرکز تحقیقات پیو به این نتیجه رسید که بایدن فقط در پنج درصد اخبار حول و حوش انتخابات پوشش داده شده است، بسیار کمتر از سه فرد دیگر حاضر در رقابت (دو نامزد ریاست‌جمهوری، یک نامزد معاونت ریاست‌جمهوری). با این وجود تمرکز بایدن بر کمپین انتخاباتی در مناطق دارای مشکلات اقتصادی در ایالت‌های چرخشی و تلاش برای جلب نظر دموکرات‌های یقه‌آبی، به ویژه کسانی که از هیلاری کلینتون حمایت کرده بودند، بود. بایدن علی‌رغم دوستی شخصی دیرینه با مک‌کین، به شدت به او تاخت. جو بایدن گفت: «آن شخصی که من می‌شناختم دیگر وجود ندارد. این خیلی ناراحتم می‌کند.» با بحران نقدینگی در سپتامبر ۲۰۰۸ که بحران اقتصادی ۲۰۰۷ تا ۲۰۱۰ را به اوج رساند، بایدن در سنا به لایحه کمک اضطراری ۷۰۰ میلیارد دلاری جهت ایجاد ثبات رای مثبت داد. این لایحه با ۷۴ رای موافق در برابر ۲۵ رای مخالف به تصویب رسید.
در ۲ اکتبر ۲۰۰۸، بایدن در مناظره بین نامزدهای معاونت با سارا پیلین در دانشگاه واشینگتن در سنت لوئیس شرکت کرد. نظرسنجی‌های پس از مناظره نشان داد که با وجود این‌که نمایش پیلین از انتظارات بسیاری از رای‌دهندگان بهتر بود، بایدن در این مناظره پیروز شد. در ۵ اکتبر، بایدن پس از مرگ مادر زنش برای چند روز کمپین خود را به حالت تعلیق درآورد. در روزهای پایانی مبارزات انتخاباتی، او بر مناطق کم جمعیت، دارای جمعیت مسن و دارای وضعیت اقتصادی نامطلوب‌تر در ایالاتی که صحنه رقابت شدید دو نامزد بودند، به ویژه فلوریدا، اوهایو و پنسیلوانیا که خود در آنجا محبوب بود اما اوباما در آن‌ها حاضر نشده بود یا در انتخابات مقدماتی نتیجه خوبی کسب نکرده بود، تمرکز داشت. وی همچنین در برخی از ایالت‌هایی که همیشه به جمهوری‌خواهان رای می‌دادند و همچنین ایالات کاتولیک هم حاضر شد.
طبق دستورالعمل‌های کمپین اوباما، بایدن سخنرانی‌های خود را مختصر نگه می‌داشت و سعی می‌کرد از اظهارات بداهه پرهیز کند. در ملاقات‌های خصوصی، اوباما از عصبانیت خود نسبت به سخنرانی‌های بایدن پرده برداشت: «چند بار بایدن قرار است حرف‌های احمقانه بزند؟» اعضای ستاد انتخاباتی اوباما اشتباهات بایدن را «بمب‌های جو» لقب داده بودند و او را نسبت به استراتژی‌های خود بی‌اطلاع نگه می‌داشتند که باعث ناراحتی بایدن شد. روابط بین دو کمپین به مدت یک ماه تیره شده بود، تا اینکه بایدن در تماسی تلفنی با اوباما از او عذرخواهی کرد. در اظهار نظری عمومی، استراتژیست اوباما، دیوید آکسلرد، گفت که محبوبیت بایدن بسیار مهم‌تر از اظهارنظرهای ناخواسته اوست. در سطح ملی، نظرسنجی مرکز تحقیقات پیو نشان داد که ۶۰٪ افراد دید مثبتی به بایدن دارند، در حالی‌که تنها ۴۴٪ نظر مشابهی دربارهٔ پیلین داشتند.
در ۴ نوامبر ۲۰۰۸، اوباما به عنوان رئیس‌جمهور و بایدن به عنوان معاون رئیس‌جمهور انتخاب شدند. اوباما و بایدن ۳۶۵ رأی الکترال به دست آوردند، درحالی که سهم مک‌کین و پیلین ۱۷۳ رأی بود. ۵۳٪ آرای مردمی نیز به اوباما و بایدن تعلق داشت.
بایدن همچنین همزمان در انتخابات سنا هم شرکت کرده بود که طبق قانون دلاور منعی نداشت. بایدن پس از لیندون جانسون، لوید بنتسن و جو لیبرمن چهارمین فردی بود که به صورت همزمان در انتخابات سنا و معاونت ریاست‌جمهوری شرکت می‌کند و دومین نفر پس از جانسون شد که در هر دو انتخابات پیروز می‌شود. در ۴ نوامبر او با شکست‌دادن کریستین اودانل، نامزد جمهوری‌خواه، مجدداً به سناتوری انتخاب شد. بایدن که در هر دو انتخابات پیروز شده بود، از سنا استعفا نداد تا بتواند برای هفتمین دوره سناتوری خود در ۶ ژانویه ۲۰۰۹ سوگند یاد کند. او جوان‌ترین سناتوری شد که برای هفتمین دوره کامل وارد سنا می‌شود و گفت «بزرگ‌ترین افتخاری که در تمام زندگی‌ام به من اعطا شده خدمت به مردم دلاور به عنوان سناتورشان بوده است.» بایدن آخرین رای سنای خود را که رای موافقی به آزادسازی ۳۵۰ میلیارد دلار جهت کمک اقتصادی بود، در ۱۵ ژانویه به صندوق انداخت و بعداً همان روز از مجلس سنا استعفا داد.

## معاونت ریاست‌جمهوری (۲۰۰۹–۲۰۱۷)

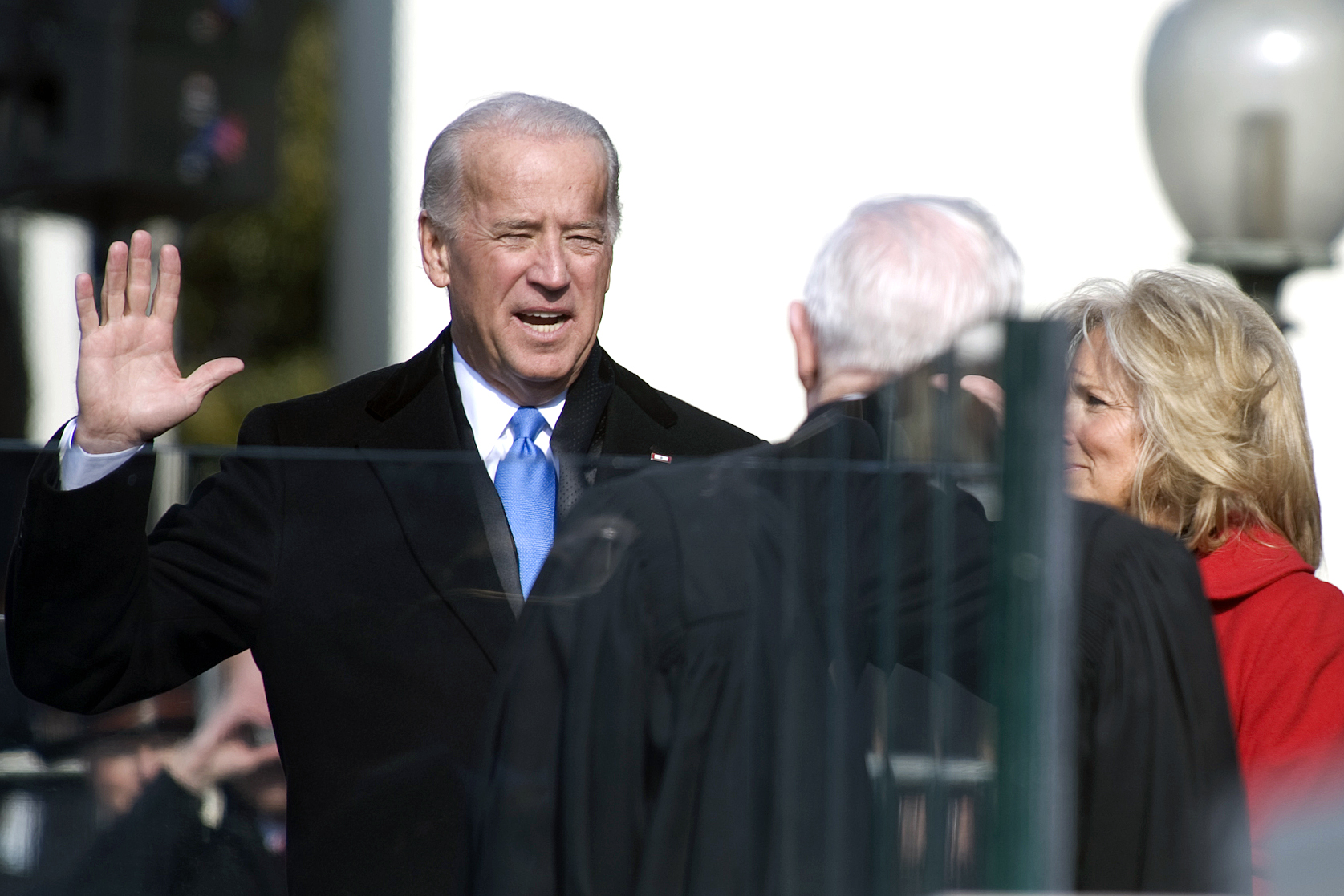
جو بایدن به عنوان معاون رئیس‌جمهور آمریکا سوگند یاد می‌کند.

ظهر ۲۰ ژانویه ۲۰۰۹، بایدن به چهل و هفتمین معاون رئیس‌جمهور ایالات متحده بدل شد. در ماه‌های ابتدایی دولت اوباما، اوباما اقدامات بایدن را به یک بازیکن بسکتبال «که کارهایی انجام می‌دهد که در آمار دیده نمی‌شود» تشبیه کرد. بایدن با اعزام ۲۱٬۰۰۰ سرباز جدید به افغانستان مخالف بود اما در این موضوع نظر وزیر امور خارجه هیلاری کلینتون که موافق این موضوع بود، ترجیح داده شد. علی‌رغم این، دولت اوباما تردیدهای او برای اعزام نیرو را جدی گرفت. بایدن تقریباً هر دو ماه یک‌بار به عراق می‌رفت و مجموعاً هشت سفر به آنجا داشت. او همچنین مسئولیت نظارت بر هزینه‌ها در زیرساخت‌ها جهت مقابله با رکود اقتصادی را عهده‌دار شد.
در اواخر آوریل ۲۰۰۹، پاسخ خارج از موضوع بایدن به سؤالی دربارهٔ شیوع آنفلوانزای خوکی (مبنی بر اینکه او به خانواده‌ها توصیه می‌کند از سفر با هواپیما یا مترو پرهیز کنند) منجر به این شد که کاخ سفید سریعاً آن را رد کند. این اظهار نظر دوباره سابقه بایدن در گاف‌دادن را یادآور شد. در ۲۳ مارس ۲۰۱۰، بایدن به رئیس‌جمهور گفت که امضای لایحه حفاظت از بیمار و مراقبت مقرون‌به‌صرفه «یک اقدام لعنتی بزرگ» بود. اوباما و بایدن علی‌رغم اینکه شخصیت‌های متفاوتی داشتند، توانستند با یکدیگر دوستی نزدیکی شکل دهند.
اعضای دولت اوباما می‌گفتند که نقش بایدن در کاخ سفید این است که دیگران را مجبور به دفاع از جایگاه خودشان کند. اوباما خود گفت: «بهترین چیز در مورد جو این است که وقتی همه را دور هم جمع می‌کنیم، او واقعاً آن‌ها را مجبور به تفکر و دفاع از موقعیت خودشان و نگاه به موضوع از هر زاویه می‌کند و این برای من بسیار ارزشمند است.» در ۱۱ ژوئن ۲۰۱۰، بایدن به عنوان نماینده ایالات متحده در مراسم افتتاحیه جام جهانی فوتبال حاضر شد.

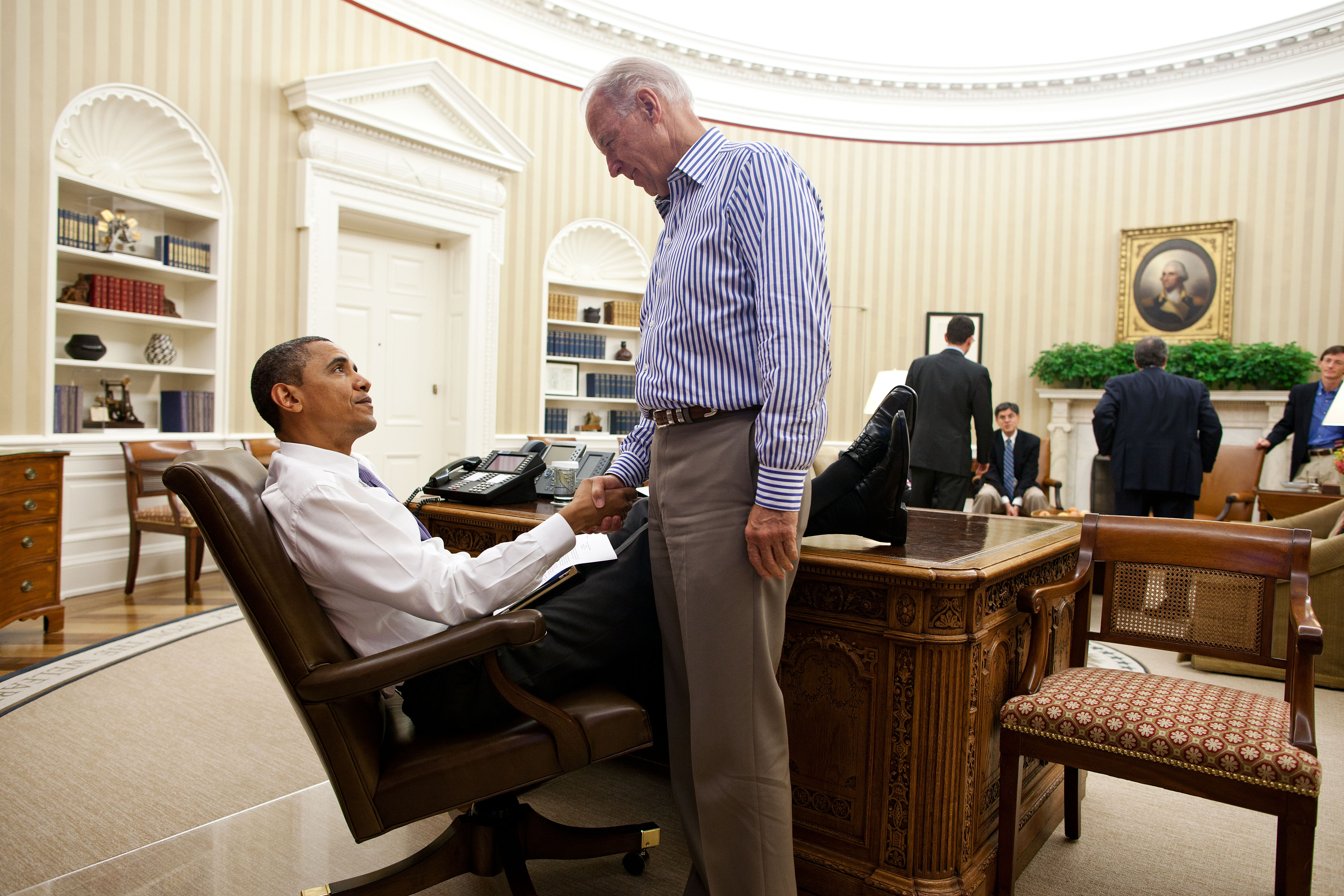
اوباما به بایدن بابت نقشش در حل بحران سقف بودجه تبریک می‌گوید، ۲۰۱۱.

بایدن در انتخابات میان دوره‌ای ۲۰۱۰ حضور فعالی در کمپین‌های دموکرات‌ها داشت. به دنبال موفقیت بزرگ جمهوری‌خواهان در انتخابات و برکناری رئیس ستاد کارکنان کاخ سفید راهم امانوئل، روابط گذشته بایدن با جمهوری‌خواهان در کنگره اهمیت بیشتری یافت. در مارس ۲۰۱۱، اوباما بایدن را مأمور مذاکره بین کنگره و کاخ سفید برای حل موضوع هزینه‌های دولت فدرال برای ماه‌های باقی‌مانده سال و جلوگیری از تعطیلی دولت کرد. تا ماه مه ۲۰۱۱، «هیئت بایدن» با شش عضو کنگره در تلاش بود به توافقی فراحزبی جهت افزایش سقف قروض دولت آمریکا برای کاهش کسری دست پیدا کند. رابطه بایدن با مک‌کانل در حل بحران سقف بدهی ایالات متحده اثر گذار بود که در آخر باعث شکسته‌شدن بن‌بست و توافقی برای حل بحران شد. یکی از نزدیکان مک‌کانل گفت که «بایدن تنها فردی دارای قدرت واقعی برای مذاکره است و [مک‌کانل] حرف او را خوب می‌فهمید. او در این توافق کلیدی بود.»

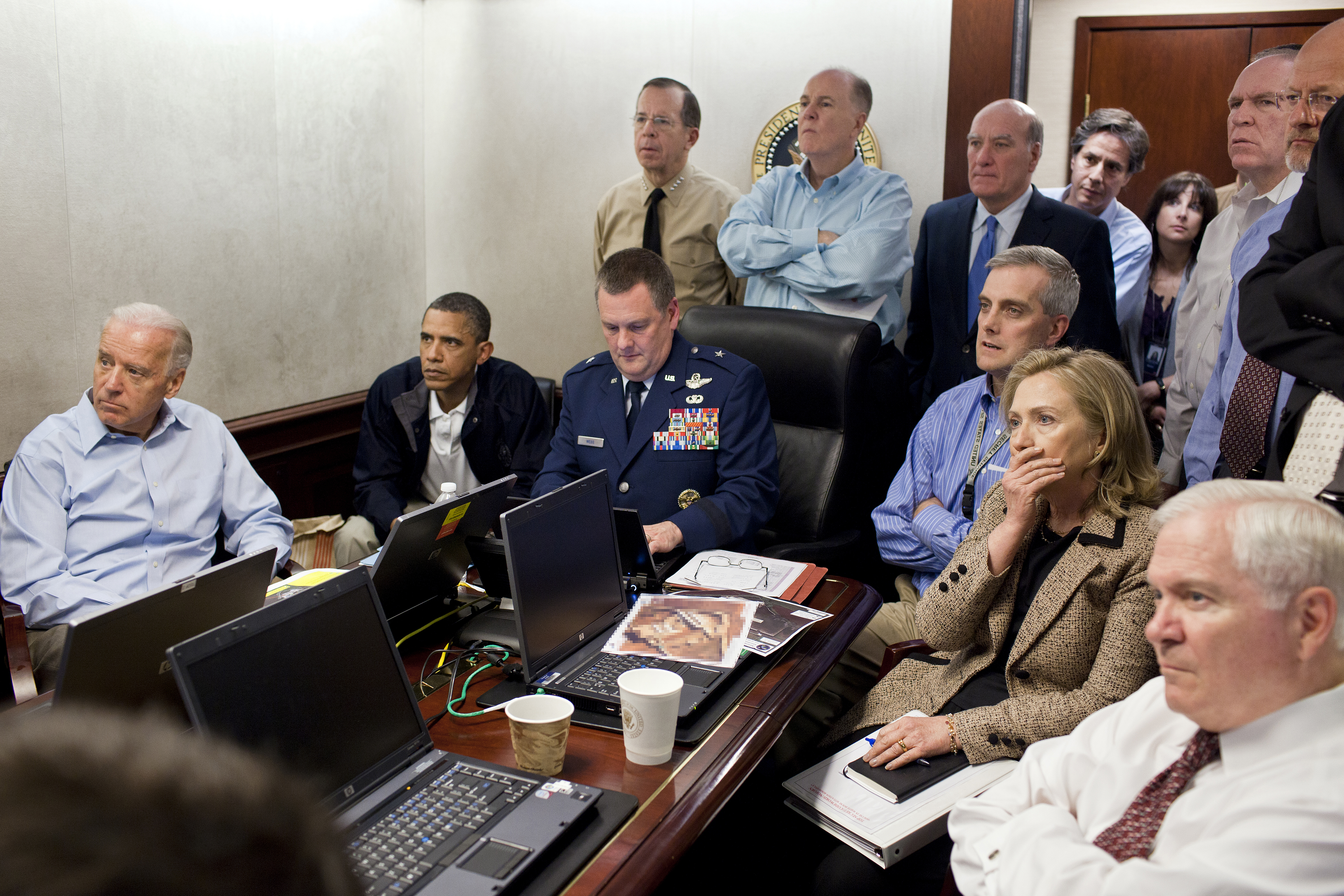
بایدن، اوباما و اعضای تیم امنیت ملی عملیات کشتن اسامه بن لادن را پیگیری می‌کنند.

بنا به برخی گزارش‌ها، بایدن مخالف عملیات دولت آمریکا در مه ۲۰۱۱ برای کشتن اسامه بن لادن بود. بعد از پایان موفقیت‌آمیز این عملیات، او وظیفه در جریان گذاشتن رهبران کنگره را برعهده گرفت.

### انتخاب مجدد
در اکتبر ۲۰۱۰، بایدن گفت که اوباما از او خواسته است برای انتخابات ریاست‌جمهوری ۲۰۱۲ هم جفت انتخابی او باشد. اما با محبوبیت رو به افول اوباما، رئیس ستاد کارکنان کاخ سفید ویلیام ام. دیلی در اواخر سال ۲۰۱۱ به صورت مخفیانه نظرسنجی‌هایی انجام داد تا ببینید جایگزینی بایدن با هیلاری کلینتون چه تأثیری بر محبوبیت رئیس‌جمهور دارد. نتایج هیچ پیشرفت قابل ملاحظه‌ای را نشان نداد و این احتمال کنار گذاشته شد. مقامات کاخ سفید بعداً گفتند که اوباما هرگز از این ایده استقبال نکرده بود.
اظهارات بایدن در مه ۲۰۱۲ مبنی بر اینکه با ازدواج همجنس‌گرایان «کاملاً راحت است» در مقایسه با موضع اوباما که گفته بود «در حال کنار آمدن است» مورد توجه قرار گرفت. بایدن این را بدون مشاوره با اعضای دولت ابراز کرده بود که اوباما و مشاورانش را آزرده خاطر کرد، زیرا اوباما قصد داشت موضع خود را چند ماه بعد در زمان کنوانسیون حزبی تغییر دهد و همچنین بایدن قبلاً به رئیس‌جمهور توصیه کرده بود که برای جلوگیری از عصبانی‌شدن رأی‌دهندگان کاتولیک از صحبت دربارهٔ موضوع پرهیز کند. به هر حال فعالان حقوق همجنسگرایان فرصت را از دست ندادند و بایدن را «عالی‌رتبه‌ترین مقام آمریکایی که از ازدواج همجنسگرایان حمایت کرده» اعلام کردند. نتیجتاً، طی چند روز، اوباما اعلام کرد که او نیز از ازدواج همجنسگرایان حمایت می‌کند، عملی که سخنان غیرمنتظره بایدن در آن بی‌تاثیر نبود. بایدن به صورت خصوصی از اوباما به خاطر اظهار نظر خود عذرخواهی کرد و اوباما پذیرفت که بایدن این کار از صمیم قلب انجام داده است. این اتفاق دوباره نشان داد که بایدن هنوز هم با وفادار ماندن به موضع رسمی و جلوگیری از سخنان بداهه خود مشکل‌دارد و همان‌طور که تایم نوشت «همه می‌دانند که بزرگ‌ترین نقطه قوت بایدن بزرگ‌ترین نقطه ضعف او نیز هست.» هنگامی که چنان به نظر رسید که بایدن موضع خود را برای جلب حامیان مالی برای کمپین احتمالی‌اش در انتخابات ۲۰۱۶ ابراز کرده است، روابط او با اوباما تیره شد و همچنین باعث شد او را به جلسات تیم انتخاباتی کمپین ۲۰۱۲ اوباما دعوت نکنند.

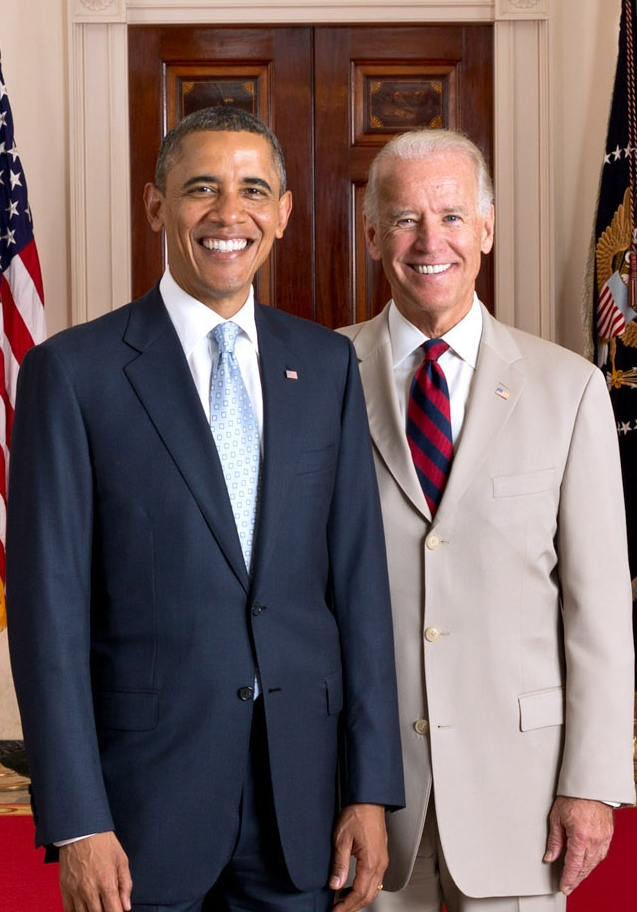
پرتره رسمی بایدن و اوباما، ژوئیه ۲۰۱۲

علی‌رغم این، کمپین اوباما هنوز بایدن را به عنوان سیاستمداری که می‌توانست با رای‌دهندگان ناراضی، کارگران یقه‌آبی و ساکنان مناطق روستایی ارتباط برقرار کند، ارزشمند می‌دانست و با جدیت گرفتن کمپین ۲۰۱۲ اوباما از بهار همان سال، برای بایدن برنامه‌ای سنگینی جهت حضور در ایالت‌های چرخشی ترتیب داده شد. اظهارات بایدن در اوت ۲۰۱۲ در برابر مخاطبانی که از گروه‌های نژادی مختلف بودند (بایدن گفته بود برنامه جمهوری‌خواهان برای وال‌استریت باعث می‌شود «همه‌تون رو دوباره به زنجیر بکشند» که به تاریخ برده‌داری در ایالات متحده اشاره دارد) منجر به زنده‌شدن مجدد تردیدها دربارهٔ توانایی او در کمپین‌های انتخاباتی رو در رو شد. لس آنجلس تایمز نوشت: «اکثر نامزدها همان سخنرانی همیشگی را مرتباً انجام می‌دهند و خبرنگاران و حتی مخاطبان را خواب‌آلود می‌کنند. اما در هر سخنرانی بایدن، ممکن است ده‌ها لحظه وجود داشته باشد که باعث شود خبرنگاران با تعجب به یکدیگر نگاه کنند.»
بایدن در ۶ سپتامبر ۲۰۱۲ در کنوانسیون ملی حزب دموکرات در شارلوتِ کارولینای شمالی رسماً برای دومین‌بار به عنوان نامزد معاونت ریاست‌جمهوری حزب معرفی شد. او در مناظره انتخاباتی در ۱۱ اکتبر در دانویلِ کنتاکی برابر پال رایان، نامزد معاونت جمهوری‌خواه، قرار گرفت. در مناظره وی از سوابق دولت اوباما یک دفاع جدی و احساسی ارائه داد و تلاش کرد عملکرد ضعیف اوباما در مناظره برابر میت رامنی را با حملات فعالانه علیه نامزدهای جمهوری‌خواه جبران کند.
در ۶ نوامبر ۲۰۱۲، اوباما و بایدن برای دومین‌بار در انتخابات به پیروزی رسیدند. آن‌ها ۳۳۲ رأی الکترال و ۵۱٪ آرای مردمی را به دست آوردند. ۲۰۶ رای الکترال هم سهم رامنی و رایان بود.
در دسامبر ۲۰۱۲، بعد از تیراندازی دبستان سندی هوک، اوباما بایدن را به عنوان رئیس گروه ویژه خشونت اسلحه منصوب کرد تا دربارهٔ علل حملات مسلحانه در ایالات متحده تحقیق کنند. در اواخر همان ماه، چند روز قبل از سقوط ایالات متحده از «پرتگاه مالی»، رابطه بایدن با مک‌کانل یک بار دیگر اهمیت خود را نشان داد زیرا آن دو برای عهد یک توافق‌نامه مذاکره کردند که منجر به تصویب قانون آسودگی مالیات‌دهندگان آمریکایی ۲۰۱۲ در اوایل سال ۲۰۱۳ شد. این قانون بسیاری از کاهش‌های مالیاتی که بوش انجام داده بود را همیشگی کرد اما نرخ‌ها مالیات قشر پردرآمد را افزایش داد.

### دوره دوم
بایدن در ۲۰ ژانویه ۲۰۱۳ برای دوره دوم، در یک مراسم کوچک در محل اقامت رسمی خود با حضور قاضی دستیار دیوان عالی ایالات متحده سونیا سوتومایور تحلیف شد (یک مراسم عمومی هم در ۲۱ ژانویه برگزار شد). او در دوره دوم هم از حامیان اصلی تلاش‌های دولت اوباما و دو لایحه پیشنهادی آن (که البته هیچ‌کدام تصویب نشد) برای محدودیت استفاده از اسلحه بود.
بایدن در اتفاقات منجر به تصویب قانون تداوم تخصیص اعتبارات ۲۰۱۴ که در در اکتبر ۲۰۱۳ تصویب شد و به تعطیلی دولت در ایالات متحده آمریکا پایان و بحران سقف بدهی ۲۰۱۳ را حل کرد، نقش مهمی بازی نکرد. سبب آن بود که هری رید، رهبر اکثریت مجلس سنا و دیگر رهبران دموکرات او را از هرگونه گفتگوی مستقیم با کنگره کنار گذاشتند زیرا احساس می‌کردند بایدن در مذاکرات قبلی بیش از حد به جمهوری‌خواهان امتیاز داده است.
قانون منع خشونت علیه زنان که بایدن در ۱۹۹۴ نقش کلیدی در تصویب آن داشت، در سال ۲۰۱۳ مجدداً تصویب شد. این سبب اقداماتی نظیر ایجاد «شورای زنان و دختران کاخ سفید» و «گروه ویژه کاخ سفید برای محافظت از دانش‌آموزان در برابر آزار جنسی» که بایدن و والری جارت روسای آن بودند، شد. بایدن هنگام سخنرانی در دانشگاه نیوهمپشایر دربارهٔ رهنمودهای دولت فدرال دربارهٔ آزارهای جنسی در پردیس دانشگاه‌ها صحبت کرد. او گفت: «نه یعنی نه، چه مست باشید یا هوشیار. نه یعنی نه، چه در تخت‌خواب، چه در خوابگاه و چه در خیابان. نه یعنی نه، حتی اگر در ابتدا گفتید بله و نظرتان تغییر کرد. نه یعنی نه.»
بایدن از مسلح‌کردن شورشیان سوریه حمایت می‌کرد. با شروع هرج و مرج‌ها در عراق به سال ۲۰۱۴، توجه‌ها دوباره به طرح فدرال‌سازی عراق موسوم به طرح بایدن-گلب که در سال ۲۰۰۶ پیشنهاد شده بود، جلب شد و برخی صاحب‌نظران متقاعد شدند که در تمام مدت حق با بایدن بوده است. بایدن خود گفت ایالات متحده داعش را «تا دروازه جهنم» تعقیب خواهد کرد. در اکتبر ۲۰۱۴، او گفت که ترکیه، عربستان سعودی و امارات متحده عربی «صدها میلیون دلار و ده‌ها هزار تن سلاح در اختیار هر کسی که علیه اسد می‌جنگید، قرار دادند، بدون در نظر گرفتن اینکه جنگندگان اعضای النصره، القاعده و جهادگرانی تندرو از اقصی نقاط جهان بودند.»

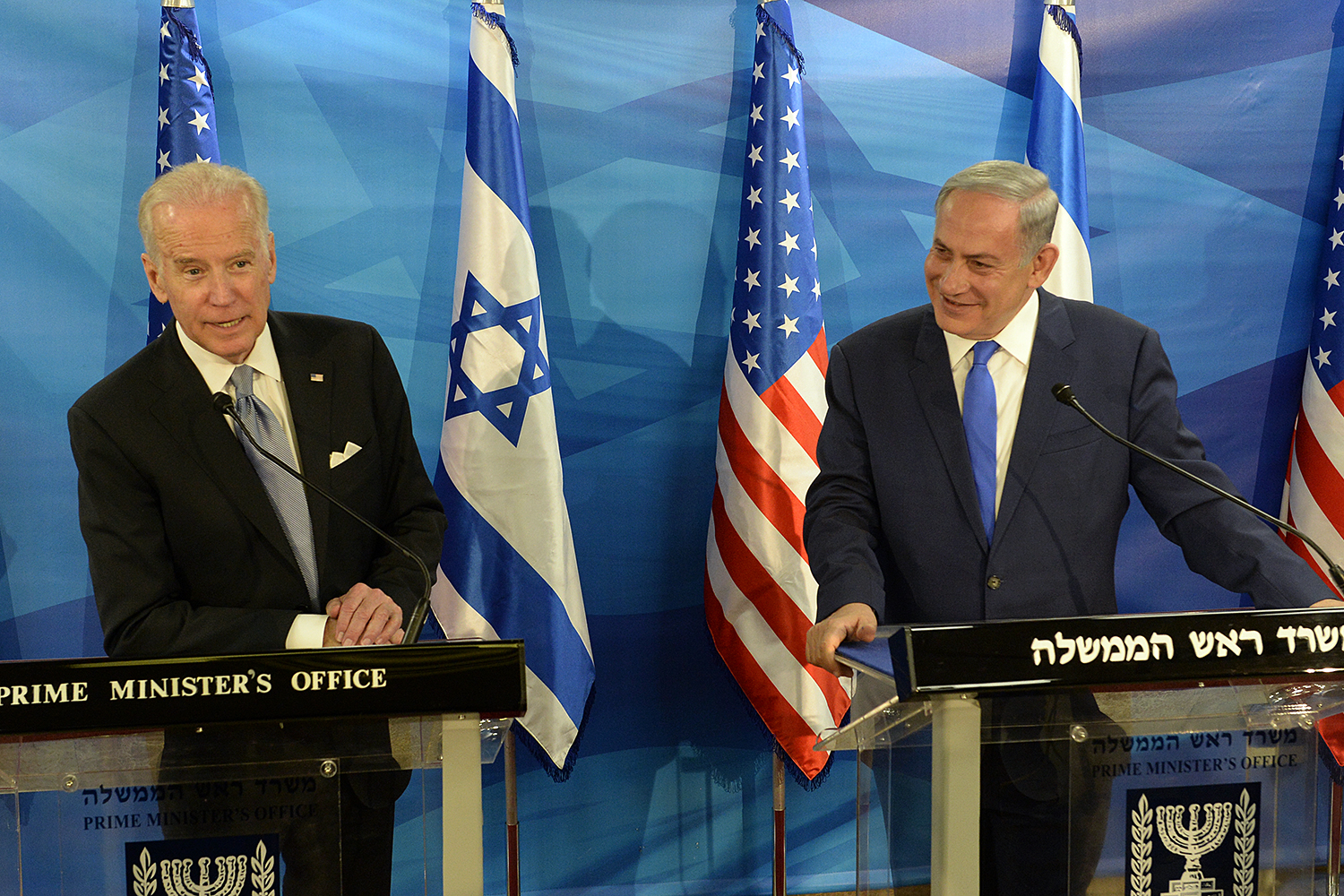
بایدن و نخست‌وزیر اسرائیل بنیامین نتانیاهو در مارس ۲۰۱۶ در اورشلیم

در سال ۲۰۱۵، مجموعه‌ای از تصاویری که لمس بدن زنان و دختران توسط بایدن در مناسبت‌های مختلف چون مراسم‌های ادای سوگند را نشان می‌داد، توجه رسانه‌ها و شبکه‌های اجتماعی را جلب کرد. در یک مورد، یک سناتور بعد از بیانیه‌ای دربارهٔ دختر خودش صادر کرد مبنی بر اینکه «نه، او فکر نمی‌کند معاون رئیس‌جمهور عجیب و غریب است.» در ۱۷ ژانویه ۲۰۱۵، مأموران سرویس امنیتی در نزدیکی محل اقامت بایدن در دلاور صدای تیراندازی شنیدند. یک مأمور گزارش کرد که یک وسیله نقلیه در حال دور شدن است. در این زمان، خانواده بایدن در خانه حضور نداشتند.
در ۸ دسامبر ۲۰۱۵، بایدن در یکی از سفرهای متعددش به اوکراین برای تعیین موضع و اعطای کمک ایالات متحده به آن کشور، در پارلمان اوکراین در کیف سخنرانی کرد. او همچنین در ۲۸ فوریه ۲۰۱۶ در ۸۸امین دوره جوایز اسکار حاضر شد و دربارهٔ آگاهی در ربط با آزار جنسی سخن گفت.
در سال ۲۰۱۵، رئیس مجلس نمایندگان جان بینر و رهبر اکثریت سنا میچ مک‌کانل از نخست‌وزیر اسرائیل بنیامین نتانیاهو دعوت کردند تا در یک نشست مشترک کنگره سخنرانی کند، اما دولت اوباما را در جریان این کار قرار ندادند. این عمل که سرپیچی از پروتکل‌ها بود باعث شد که بایدن و بیش از ۵۰ عضو دموکرات کنگره در سخنرانی نتانیاهو حاضر نشوند. اما در مارس ۲۰۱۶، بایدن در کنفرانس کمیته روابط عمومی آمریکا و اسرائیل (AIPAC) در واشینگتن دی.سی. سخنرانی کرد و گفت: «همه ما در تعهد تسلیم‌ناپذیر—به معنای واقعی کلمه تسلیم‌ناپذیر—خود به بقا، امنیت و موفقیت دولت یهودی اسرائیل متحد هستیم.» در ۸ دسامبر ۲۰۱۶، بایدن برای ملاقات با نخست‌وزیر کانادا جاستین ترودو به اتاوا سفر کرد.
بایدن در طول دوره معاونت ریاست‌جمهوری خود هرگز در سنا یک رأی تساوی‌شکن ثبت نکرد (معاون رئیس‌جمهور آمریکا رئیس مجلس سناست و توانایی شکستن بن‌بست در رای‌گیری را دارد) و بین معاونانی که چنین نکرده‌اند، بیشترین طول دوره خدمت را داراست.

#### مرگ بو بایدن
در ۳۰ مه ۲۰۱۵، بو بایدن، پسر جو بایدن، بعد از سال‌ها مبارزه با سرطان مغز درگذشت. دفتر معاون رئیس‌جمهور در بیانیه‌ای اعلام کرد: «تمام خانواده بایدن فراتر از کلمات غمگین هستند.» ماهیت و شدت بیماری بو تا قبل از آن به صورت عمومی اعلام نشده بود و جو بایدن برنامه‌های عمومی‌اش را رفته‌رفته کاهش داده بود تا وقت بیشتری با پسر خود صرف کند. تا قبل از مرگ بو، او را بخت اصلی کسب نامزدی حزب دموکرات برای فرمانداری ایالت دلاور در انتخابات ۲۰۱۶ به حساب می‌آوردند.

### نقش جو بایدن در انتخابات ۲۰۱۶
در بیشتر دوره دوم معاونت بایدن گفته می‌شد که او برای نامزدی ریاست‌جمهوری از جانب حزب دموکرات در انتخابات ۲۰۱۶ آماده می‌شود. وی در روز تحلیف در ژانویه ۲۰۱۷ با سن ۷۴ سالگی، در صورت پیروزی مسن‌ترین رئیس‌جمهور تاریخ در آغاز دوره خود می‌بود. خانواده، بسیاری از دوستان و حامیان مالی او را در اواسط سال ۲۰۱۵ تشویق کردند تا خود را نامزد کند و با کاهش محبوبیت هیلاری کلینتون در آن زمان، گزارش شد که بایدن مجدداً به‌طور جدی این احتمال را بررسی می‌کند.
تا ۱۱ سپتامبر ۲۰۱۵، بایدن هنوز مطمئن نبود که قصد دارد کاندید شود یا خیر. او مرگ پسرش که اندکی قبل اتفاق افتاده بود را موجب از دست‌دادن بخش بزرگی از انرژی خود دانست و گفت «هیچ‌کس حق ندارد… به دنبال آن منصب باشد مگر اینکه بخواهد ۱۱۰٪ وجود خود را وقف کند.»
در ۲۱ اکتبر، بایدن در باغ رز کاخ سفید، درحالی که همسرش و اوباما در کنار او بودند، تصمیم خود برای عدم نامزدی در انتخابات ریاست‌جمهوری در سال ۲۰۱۶ را اعلام کرد. در ژانویه ۲۰۱۶، بایدن تأیید کرد که این تصمیم درستی بود، اما اعتراف کرد که «هر روز» احساس پشیمانی می‌کند که نامزد ریاست‌جمهوری نشده است.
تا پایان ژانویه ۲۰۱۶، نه بایدن و نه اوباما از کسی در انتخابات ریاست‌جمهوری ۲۰۱۶ حمایت نکرده بودند. بایدن که هر ساله برای روز شکرگزاری به نانتاکت می‌رفت، این مرتبه موفق به انجام آن نشد و به جای آن برای ملاقات با چند رهبر اروپایی به خارج از کشور سفر کرد. او با مارتین اومالی و برنی سندرز که هر دو نامزد انتخابات ۲۰۱۶ بودند، ملاقات کرد. اما هیچ‌کدام از این ملاقات‌ها به معنای حمایت بایدن از آن‌ها در نظر گرفته نشد، زیرا او گفته بود با هر نامزدی که درخواست ملاقات داشته باشد، دیدار خواهد کرد.

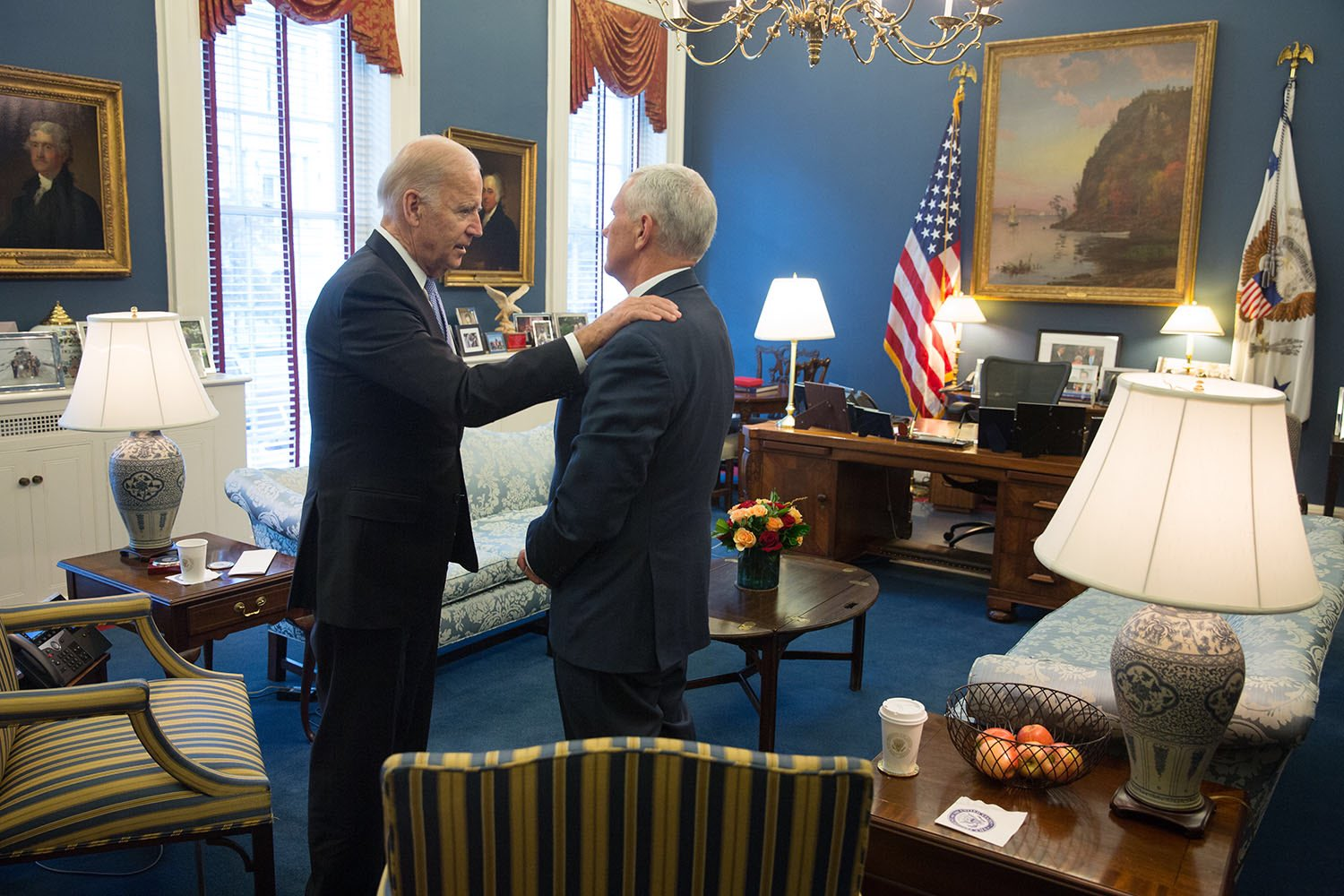
بایدن و معاون رئیس‌جمهور آتی، مایک پنس در روز ۱۰ نوامبر ۲۰۱۶، چند روز بعد از پیروزی ترامپ در انتخابات

بعد از اینکه اوباما در ۹ ژوئن ۲۰۱۶ از کلینتون حمایت کرد، بایدن نیز همان روز حمایتش از او را ابراز کرد. قرار بود جو بایدن در روز ۸ ژوئیه به همراه هیلاری کلینتون در اسکرانتونِ پنسیلوانیا (زادگاه بایدن) در یک کمپین انتخاباتی شرکت کند، اما هیلاری با توجه به تیراندازی به افسران پلیس در دالاس در روز قبل، این گردهمایی را لغو کرد.
در در طول کمپین‌های انتخاباتی، بایدن علناً مخالفت خود با سیاست‌های دونالد ترامپ، نامزد جمهوری‌خواه، را ابراز کرد. در ۲۰ ژوئن، بایدن وعده ترامپ مبنی بر ممنوعیت موقت ورود مسلمانان به ایالات متحده و همچنین قصد او برای ساخت دیوار در مرز با مکزیک را مورد انتقاد قرار داد و افزود که پیشنهاد ترامپ برای شکنجه یا کشتن اعضای خانواده تروریست‌ها به ارزش‌های آمریکایی و «امنیت‌مان» آسیب می‌رساند. در مصاحبه‌ای با جرج استفاناپولوس در کنوانسیون ملی حزب دموکرات در ۲۶ ژوئیه، بایدن گفت که رای‌دهندگان «با اخلاق و میانه‌گرا» به ترامپ رأی نخواهند داد. در ۲۱ اکتبر، در سالروز تصمیمش برای عدم نامزد در انتخابات، بایدن گفت که آرزو می‌کند کاش هنوز در دبیرستان بود تا بتواند ترامپ را «پشت باشگاه مدرسه» ببرد. در ۲۴ اکتبر، بایدن تصریح کرد که فقط اگر هنوز در دبیرستان بودند با ترامپ دعوا می‌کرد. روز بعد، ۲۵ اکتبر، ترامپ هم از پیشنهاد بایدن استقبال کرد و گفت که عاشق دعوا با «آقای سرسخت» است.

## بعد از معاونت ریاست‌جمهوری (۲۰۱۷–۲۰۲۱)
بایدن در سال ۲۰۱۷ در دانشگاه پنسیلوانیا مشغول به کار شد تا سیاست خارجی، دیپلماسی و امنیت ملی تدریس کند. او رئیس مرکز دیپلماسی و تعامل جهانی پن بایدن نیز هست. بایدن همچنین به مبارزه علیه سرطان می‌پردازد و آن را «تنها چیز فراحزبی باقی‌مانده در آمریکا» می‌داند.
بایدن برای بیش از ۳۰ سال با سناتور جان مک‌کین دوستی نزدیکی داشت. در سال ۲۰۱۸، مک کین در ۸۱ سالگی به دلیل ابتلا به سرطانی مشابه با بو بایدن، درگذشت. بایدن در مراسم تشییع جنازه مک‌کین در فینیکس صحبت کرد. او سخنان خود را با «نام من جو بایدن است. من یک دموکرات هستم؛ و من جان مک‌کین را دوست داشتم» آغاز کرد. بایدن مک‌کین را «برادر» خود نامید. بایدن همچنین در مراسم یادبود مک‌کین در کلیسای ملی واشینگتن در کنار وارن بیتی و مایکل بلومبرگ زیر تابوت مک‌کین را گرفت.

### نظرات دربارهٔ ترامپ
در زمان تأسیس مرکز دیپلماسی و تعامل جهانی پن بایدن در ۳۰ مارس ۲۰۱۷، دانشجویی از بایدن پرسید که چه توصیه‌ای برای ترامپ دارد. بایدن پاسخ داد که ترامپ باید بالغ شود و توئیت‌کردن را متوقف کند تا بتواند روی کارش تمرکز کند. بایدن یک طی سخنرانی در گردهمایی طرفداران فیل مورفی در ۲۹ ماه مه گفت: «افراد زیادی وجود دارند که ترسیده‌اند. ترامپ از ترس آن‌ها استفاده کرد. آنچه که ما انجام نداده‌ایم، به نظر من—و این انتقادی از همه ماست—این است که به اندازه کافی دربارهٔ ترس‌ها و آرزوهای مردم صحبت نکرده‌ایم.» در ۱۷ ژوئن ۲۰۱۷، بایدن پیش‌بینی کرد مردم آمریکا اجازه نخواهند داد کشور «در وضعیتی ملت هم‌اکنون در آن قرار دارد پایدار بماند.» بایدن در برنامه امروز صبح سی‌بی‌اس گفت که «به نظر می‌رسد دولت ترامپ حس می‌کند باید لی‌لی به لالای دیکتاتورهایی مانند رهبران عربستان سعودی، رئیس‌جمهور روسیه پوتین، رهبر کره شمالی کیم جونگ اون و رئیس‌جمهور فیلیپین رودریگو دوترته بگذارد.» در اکتبر ۲۰۱۸، بایدن گفت امیدوارم اگر دموکرات‌ها اکثریت را در مجلس نمایندگان به دست آوردند، «ترامپ را استیضاح نکنند. من فکر نمی‌کنم که اکنون دلایل کافی برای انجام این کار وجود داشته باشد.» در ۱۱ ژوئن ۲۰۱۹، بایدن از جنگ تجاری «آسیب رسان» ترامپ با چین انتقاد کرد. وی همچنین تصمیم ترامپ برای خروج نیروهای آمریکایی از سوریه که به گفته منتقدان چراغ سبزی به ترکیه برای حمله نظامی علیه کردهای سوریه بود، را مورد نقد قرار داد.

#### تغییرات اقلیمی
بایدن در ۲ مه ۲۰۱۷، طی یک سخنرانی گفت که مردم «[در زمینه علم] از دولت [ترامپ] جلوتر هستند.» او در ۳۱ مه توئیت کرد که تغییرات اقلیمی «تهدیدی برای موجودیت ما در آینده» است و ماندن در توافق پاریس «بهترین راه برای محافظت از فرزندان و رهبری جهانی» است. روز بعد، پس از اعلام خروج آمریکا از توافق توسط ترامپ، بایدن در توئیتر خود نوشت که این اقدام «امنیت ایالات متحده و توانایی ما برای داشتن انرژی پاک را به خطر می‌اندازد.» او در اجلاس کنکوردیا اروپا در آتن به تاریخ ۷ ژوئن با اشاره به خروج از توافق پاریس گفت: «اکثریت قریب به اتفاق مردم آمریکا با تصمیمی که رئیس‌جمهور اتخاذ کرده موافق نیستند.»

#### خدمات درمانی
در ۲۲ مارس ۲۰۱۷، بایدن که از زمان تحلیف ترامپ برای اولین بار در کپیتال هیل حاضر می‌شد، لایحه خدمات درمانی که جمهوری‌خواهان ارائه کرده بودند را «لایحه مالیاتی» که برای انتقال ۱ تریلیون دلار از هزینه‌های خدمات درمانی مردم آمریکا به ثروتمندان آماده شده است. در ۴ مه، پس از آنکه مجلس نمایندگان با آرای نزدیکی «لایحه مراقبت سلامت آمریکا» را تصویب کرد، بایدن در توئیتر خود نوشت که این یک «روز شرم‌آور برای کنگره» است و برای از دست‌رفتن خدمات پیشین ابراز تاسف کرد. او در ۲۴ ژوئن، در پاسخ به پیش‌نویس لایحه‌ای که جمهوری‌خواهان سنا در روز گذشته ارائه کردند بودند، توئیت کرد که این لایحه «اصلاً دربارهٔ خدمات درمانی نیست—برای انتقال ثروت به ثروتمندان و شرکت‌هاست.» ۲۸ ژوئیه، بعد از عدم تصویب لایحه توسط مجلس سنا، در توئیتر خود نوشت: «از همه کسانی که به‌طور خستگی‌ناپذیری برای محافظت از خدمات درمانی میلیون‌ها نفر تلاش کردند تشکر می‌کنم.»

#### مهاجران
بعد از اینکه دادستان کل جف سشنز اعلام کرد دولت ترامپ قصد دارد قانون DACA (که دیپورت کودکانی که توسط افراد دیگر به صورت غیرقانونی به آمریکا آورده شده‌اند را به تأخیر می‌اندازد) را باطل کند، بایدن توئیت کرد: «آن‌ها را والدینشان آورده‌اند و آن کودکان هیچ انتخابی برای به اینجا آمدن نداشته‌اند. حالا به کشورهایی فرستاده می‌شوند که هرگز آن را نشناخته‌اند. بی‌رحمانه. این آمریکا نیست.»

#### حقوق دگرباشان جنسی
در ۱۴ آوریل ۲۰۱۷، بایدن بیانیه‌ای صادر و مقامات چچنی را به دلیل شکنجه و قتل «افرادی که گمان می‌رود همجنس‌گرا باشند» محکوم کرد و اظهار امیدواری کرد که دولت ترامپ به وظیفه خود برای دفاع از حقوق بشر احترام خواهد گذاشت و با رهبر چچنی رمضان قدیروف و مقامات روسی به دلیل «این نقض آشکار حقوق بشر» برخورد خواهد کرد. در ۲۱ ژوئن، در یک سخنرانی در همایش دگرباشان جنسی کمیته ملی حزب دموکرات، بایدن گفت «رئیس‌جمهور ترامپ را مجبور کنید که به عهدش مبنی بر اینکه دوست شما باشد عمل کند.»

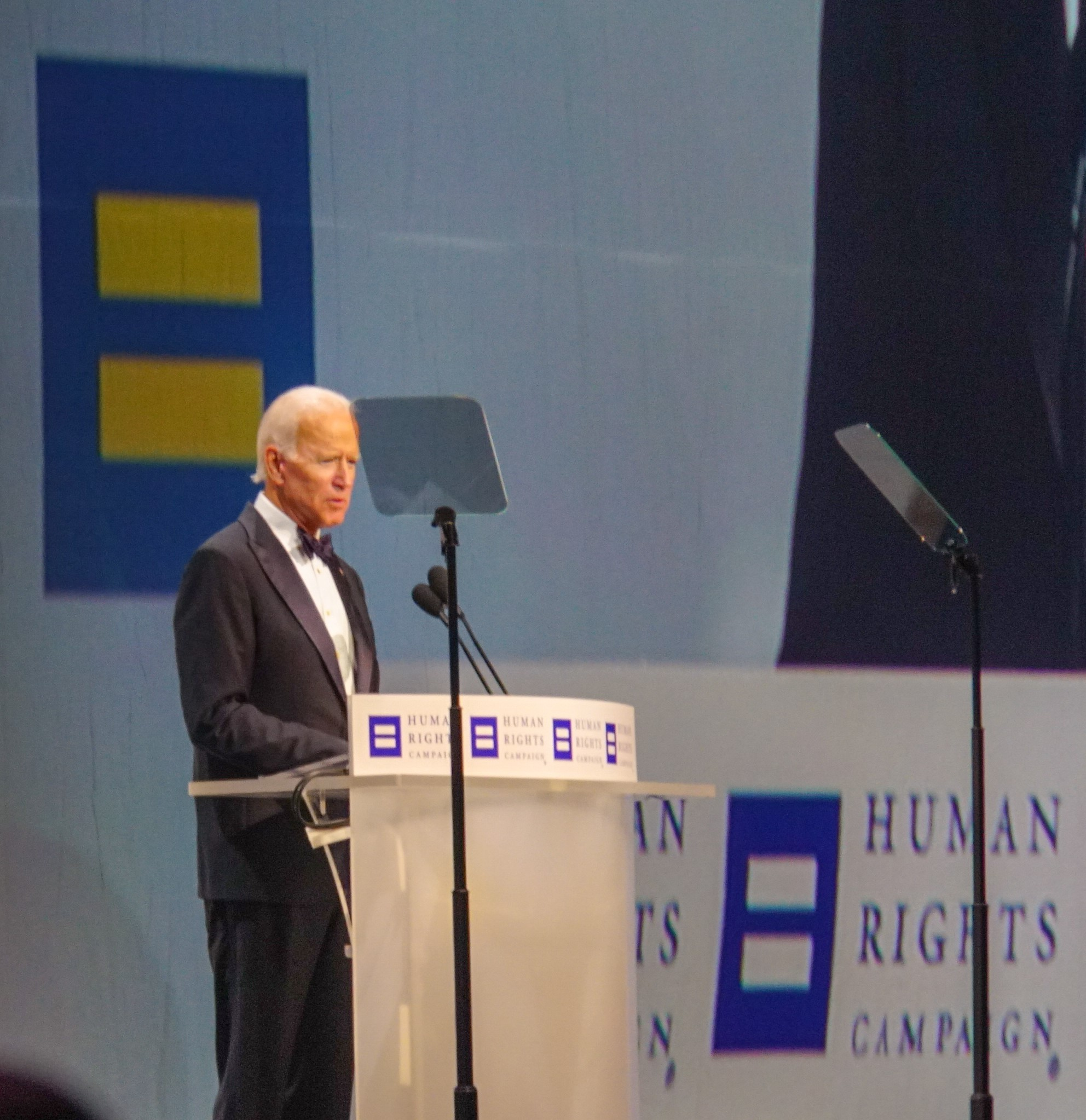
سخنرانی بایدن در مراسم شام ملی کمپین حقوق بشر، ۲۰۱۸

در تاریخ ۲۶ ژوئیه ۲۰۱۷، پس از آن‌که ترامپ برای خدمت نظامی تراجنسیتیها در ارتش ایالات متحده محدودیتی وضع کرد، بایدن در توئیتی نوشت: «هر آمریکایی وطن‌پرستی که صلاحیت خدمت در ارتش ما را داشته باشد باید بتواند خدمت کند. نقطه سر خط.»
در مارس ۲۰۱۹، بایدن قانون مجازات اعدام جدیدی که برونئی برای دگرباشان وضع کرده بود را محکوم و توئیت کرد: «سنگسار کردن انسان‌ها برای همجنس‌گرایی یا زنا وحشتناک و غیراخلاقی است. برای این نوع نفرت و توحش هیچ بهانه‌ای وجود ندارد—نه فرهنگ، نه سنت، هیچ بهانه‌ای.» او خصومت دولت ترامپ با حقوق دگرباشان جنسی را برای کشورهایی مانند برونئی نمونه بدی دانست.
در ۶ مه ۲۰۲۰ کمپین حقوق بشر از کمپین انتخاباتی بایدن حمایت کرد. بایدن از حمایتشان قدردانی و بر اهمیت ادامه مبارزه جهت کسب حقوق برابر برای ال‌جی‌بی‌تیکیوها تأکید کرد.

## کمپین ریاست‌جمهوری ۲۰۲۰

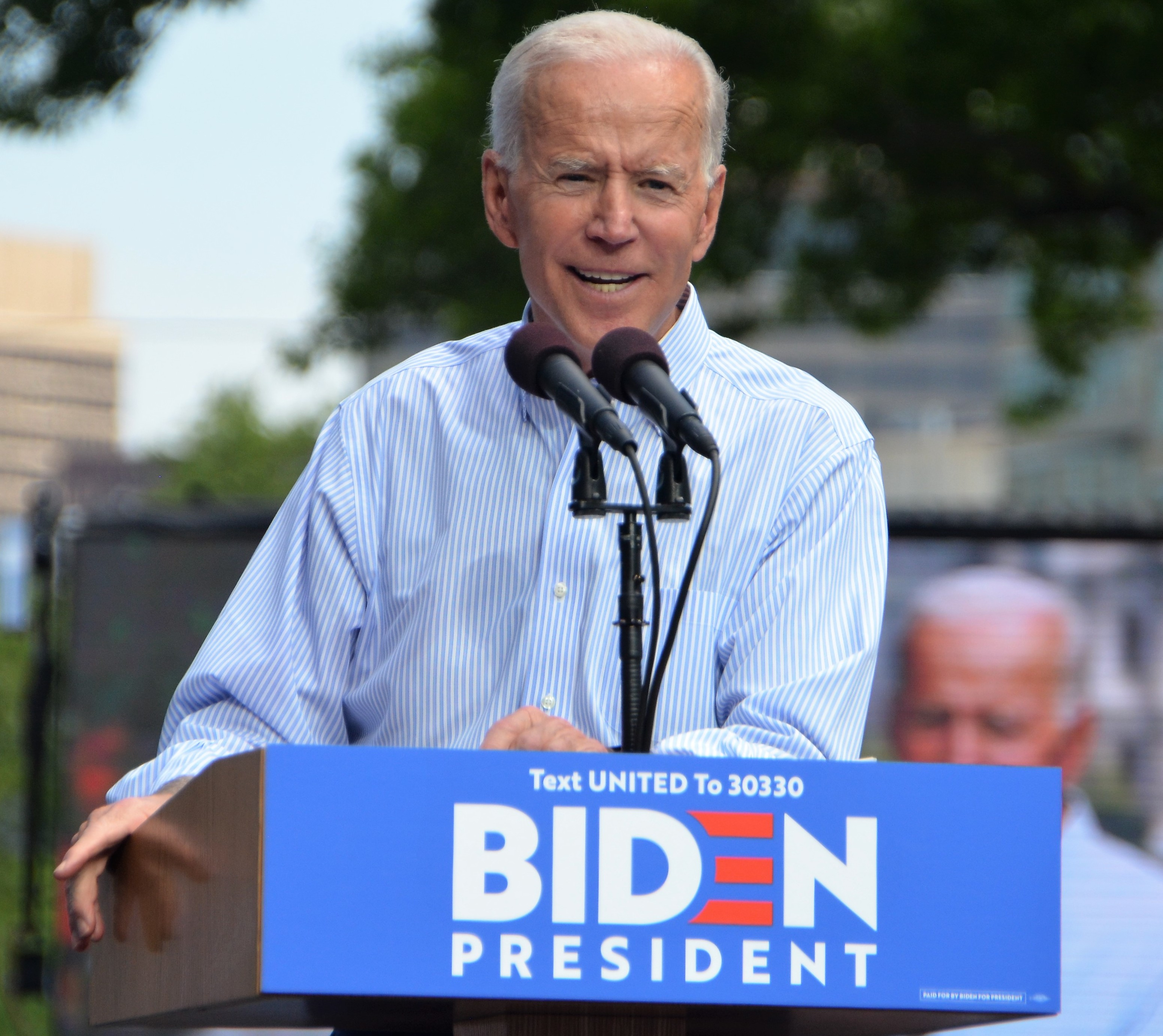
اولین کمپین جو بایدن برای انتخابات ۲۰۲۰

### گمانه‌زنی‌ها و اعلام رسمی
بین سال‌های ۲۰۱۶ و ۲۰۱۹، رسانه‌ها اغلب از بایدن به عنوان نامزدی احتمالی برای ریاست‌جمهوری در سال ۲۰۲۰ نام می‌بردند. وقتی از او دربارهٔ نامزد شدن سؤال می‌شد، پاسخ‌های مبهم و متفاوتی می‌داد و می‌گفت: «هرگز نگو هرگز.» یک مرتبه گفت که پیش آمدن شرایطی که در آن دوباره نامزد شود را محتمل نمی‌داند اما چند روز بعد گفت «اگر بتوانم راه بروم نامزد می‌شوم.»
بایدن گفت که تصمیمش را تا ژانویه ۲۰۱۹ خواهد گرفت، اما در آن زمان هیچ چیزی اعلام نکرد. دوستانش گزارش دادند که او «به بله گفتن بسیار نزدیک است» اما نگران تأثیری است که یک انتخابات ریاست‌جمهوری دیگر می‌تواند بر خانواده و شهرتش بگذارد. همچنین جمع‌آوری کمک مالی، نظرات دربارهٔ سن و میانه‌گرایی نسبی او نیز موضوعات مهمی بودند. از سوی دیگر، «احساس وظیفه»، نگرانی دربارهٔ ریاست‌جمهوری ترامپ، فقدان تجربه در سیاست خارجی بین سایر نامزدهای دموکرات او را بر آن می‌داشت که دوباره کاندید شود. بایدن در تاریخ ۲۵ آوریل ۲۰۱۹ رسماً کمپین خود را اعلام و فیلادلفیا در پنسیلوانیا را به عنوان مقر ستاد انتخاباتی خود انتخاب کرد.

### کمپین
در ۱۵ ژوئیه ۲۰۱۹، سازمان ناسودبر مبارزه با سرطان بایدن اعلام کرد که فعالیت خود را تا زمانی نامعلوم متوقف می‌کند. بایدن و همسرش در ماه آوریل، قبل از شروع کمپین انتخاباتی، اعلام کرده بودند که هیئت مدیره سازمان را ترک می‌کنند.
در سپتامبر ۲۰۱۹، گزارش شد که ترامپ رئیس‌جمهور اوکراین ولودیمیر زلنسکی را تحت فشار قرار داده است تا تحقیقاتی جهت بررسی اعمال غیرقانونی بایدن و پسرش هانتر آغاز کند. علی‌رغم این ادعاها، هیچ مدرکی برای آن ارائه نشد. رسانه‌ها به‌طور گسترده این را تلاشی از سوی ترامپ برای کاهش شانس بایدن برای پیروزی در انتخابات ریاست‌جمهوری تفسیر کردند، و نتیجه آن برای ترامپ یک رسوایی سیاسی و استیضاح توسط مجلس نمایندگان بود.
در سال ۲۰۱۹، ترامپ و طرفدارانش به دروغ بایدن را متهم کردند که مسبب اخراج دادستان کل اوکراین ویکتور شوکین شده است، زیرا گزارش شده بود او در حال تحقیق دربارهٔ شرکت بوریسما، کارفرمای هانتر بایدن، بود. بایدن متهم شد که از پرداخت ۱ میلیارد دلار از کمک‌های مالی آمریکا به اوکراین جلوگیری کرده است. در عمل اما بایدن در سال ۲۰۱۵، به عنوان معاون رئیس‌جمهور آمریکا، پارلمان اوکراین را تحت فشار قرار داده بود تا شوکین را برکنار کند زیرا ایالات متحده، اتحادیه اروپا و دیگر سازمان‌های بین‌المللی او را فاسد و ناکارآمد به حساب می‌آوردند و این کار ارتباطی با تحقیقات در ربط با شرکت بوریسما نداشت. جلوگیری از کمک یک میلیارد دلاری به اوکراین نیز بخشی از این سیاست رسمی بود.
در طول سال ۲۰۱۹، بایدن به‌طور کلی از رقبای دموکرات خود در نظرسنجی‌های ملی جلو بود و بخت اصلی انتخابات مقدماتی دموکرات‌ها به حساب می‌آمد. با وجود این، او در انتخابات مقدماتی در آیووا چهارم و هشت روز بعد در نیوهمپشایر پنجم شد. او در نوادا عملکرد بهتری داشت و رای ۱۵٪ نمایندگان حزبی را به دست آورد اما هنوز از برنی سندرز (۲۱٫۶٪) عقب بود. در کارولینای جنوبی، به لطف جلب آرای رای‌دهندگان سیاه‌پوست و عملکردش در مناظره، پیروز شد. بعد از انصراف پیت بودجج و ایمی کلوبشار و حمایت آن‌ها از جو بایدن، او در سه‌شنبه بزرگ در ۳ مارس پیروزی‌های بزرگی کسب کرد و در ۱۸ ایالت از ۲۶ ایالت ممکن به پیروزی رسید و از باقی کاندیداها پیش افتاد. الیزابت وارن و مایکل بلومبرگ هم چندی بعد انصراف دادند و بایدن در ۱۰ مارس با پیروزی بر سندرز در چهار ایالت دیگر (آیداهو، میشیگان، می‌سی‌سی‌پی و میزوری) فاصله خود را با او بیشتر کرد.
با تعلیق کمپین سندرز در ۸ آوریل ۲۰۲۰، بایدن نامزد مقدر حزب دموکرات برای انتخابات ریاست‌جمهوری ۲۰۲۰ شد. در ۱۳ آوریل، سندرز حمایت خود از بایدن را در گفتگویی آنلاین که هر دو از خانه خود در آن حضور داشتند، ابراز کرد. باراک اوباما، رئیس‌جمهور سابق، نیز روز بعد از بایدن حمایت کرد. در مارس ۲۰۲۰، بایدن اعلام کرد یک زن را به عنوان جفت انتخابی خود برخواهد گزید. او در ماه ژوئن رای ۱٫۹۹۱ نماینده حزبی که برای کسب نامزدی حزب لازم است، را به دست آورد. بایدن در ۱۱ اوت سناتور کالیفرنیا کامالا را به عنوان جفت انتخابی خود معرفی کرد.
بایدن در کنوانسیون ملی ۲۰۲۰ حزب دموکرات که در ۱۸ اوت برگزار شد و بایدن به صورت رسمی به عنوان کاندید ریاست‌جمهوری حزب در انتخابات ۲۰۲۰ معرفی شد. در ۲۰ اوت، هفتاد مقام ارشد سابق و جمهوری‌خواهِ سازمان امنیت ملی با ذکر اینکه ترامپ برای «برای رهبری در زمان یک بحران ملی ناتوان است»، اعلام کردند که به بایدن رأی خواهند داد.

### اتهامات تماس فیزیکی نامناسب
بایدن به تماس فیزیکی نامناسب با زنان، از قبیل در آغوش‌گرفتن، بوسیدن و گذاشتن دست روی شانه آن‌ها در مراسم‌های عمومی متهم شده است. او خود را «سیاستمدار لمسی» توصیف می‌کند و معترف است که این رفتار در گذشته برایش دردسرهایی ایجاد کرده است.
در مارس ۲۰۱۹، لوسی فلورس، نماینده سابق مجلس نوادا، ادعا کرد که بایدن بدون رضایت او در یک گردهمایی انتخاباتی در سال ۲۰۱۴ در لاس وگاس، او را لمس کرده است. فلورس در مقاله‌ای بایدن را به پشت سر او راه رفتن، گذاشتن دست روی شانه‌های او، بو کردن موهای او و بوسیدن پشت سرش متهم کرد و افزود که بایدن او را به شیوه‌ای که منحصر «دوستان نزدیک، خانواده یا شریک زندگی» است لمس کرده و «من احساس ناتوانی می‌کردم.» سخنگوی بایدن گفت که جو رفتار توصیف شده را به خاطر نمی‌آورد. دو روز بعد ایمی لاپوس، دستیار سابق جیم هیمس در کنگره، نیز گفت که بایدن در سال ۲۰۰۹ او را به روشی «غیرجنسی» اما «نامناسب»، با نگه داشتن سر او برای مالیدن بینی‌هایشان به یکدیگر لمس کرده است. روز بعد، دو زن دیگر ادعای تماس نامناسب از سوی بایدن را مطرح کردند. کیتلین کاروزو گفت که بایدن دست خود را بر روی ران او قرار داده است و دی.جی. هیل نیز مدعی شد که جو شانه و کمرش را لمس کرده است. در اوایل آوریل ۲۰۱۹، سه زن به واشینگتن پست گفتند که بایدن آن‌ها را به طرقی لمس کرده است که باعث شده معذب شوند. در آوریل ۲۰۱۹ تارا رید، از کارکنان سابق بایدن، گفت که چند مرتبه زمانی که در دفتر سنای بایدن در سال ۱۹۹۳ کار می‌کرد، جو بایدن شانه‌ها و گردن را به شیوه‌ای نامناسب لمس کرده است. در مارس ۲۰۲۰، تارا رید بایدن را به آزار جنسی در سال ۱۹۹۳ متهم کرد. بایدن و کمپین او این ادعا را به شدت تکذیب کردند.
بایدن برای «عدم درک اینکه چطور ممکن است دیگران به رفتارش واکنش نشان دهند» عذرخواهی کرد اما گفت که نیت شرافتمندانه‌ای داشته. وی در ادامه گفت که برای کارهایی که تاکنون انجام داده متأسف نیست و همین امر باعث شد بابت پیامی متناقض مورد نقد قرار بگیرد.

### پیروزی در انتخابات
|           | جو بایدن | توییتر |
| @JoeBiden |          |        |

             من مفتخرم که مرا برای رهبری این کشور بزرگ برگزیدید. کاری که پیش روی ماست سخت خواهد بود اما من به شما این قول را می‌دهم: من رئیس‌جمهور تمام آمریکایی‌ها خواهم بود - چه به من رای داده باشید چه نه. من به اعتمادی که شما به من کردید ایمان دارم.
         

        ۷ نوامبر ۲۰۲۰

در روز ۱۷ آبان ۱۳۹۹ در حوالی ساعت ۲۰ به وقت تهران، جو بایدن با دریافت ۲۰ رای الکترال از ایالت پنسیلوانیا و دریافت ۳۰۶ رای الکترال به کل، رسماً رئیس‌جمهور منتخب ایالات متحده آمریکا شد.

## ریاست‌جمهوری (۲۰۲۱–۲۰۲۵)

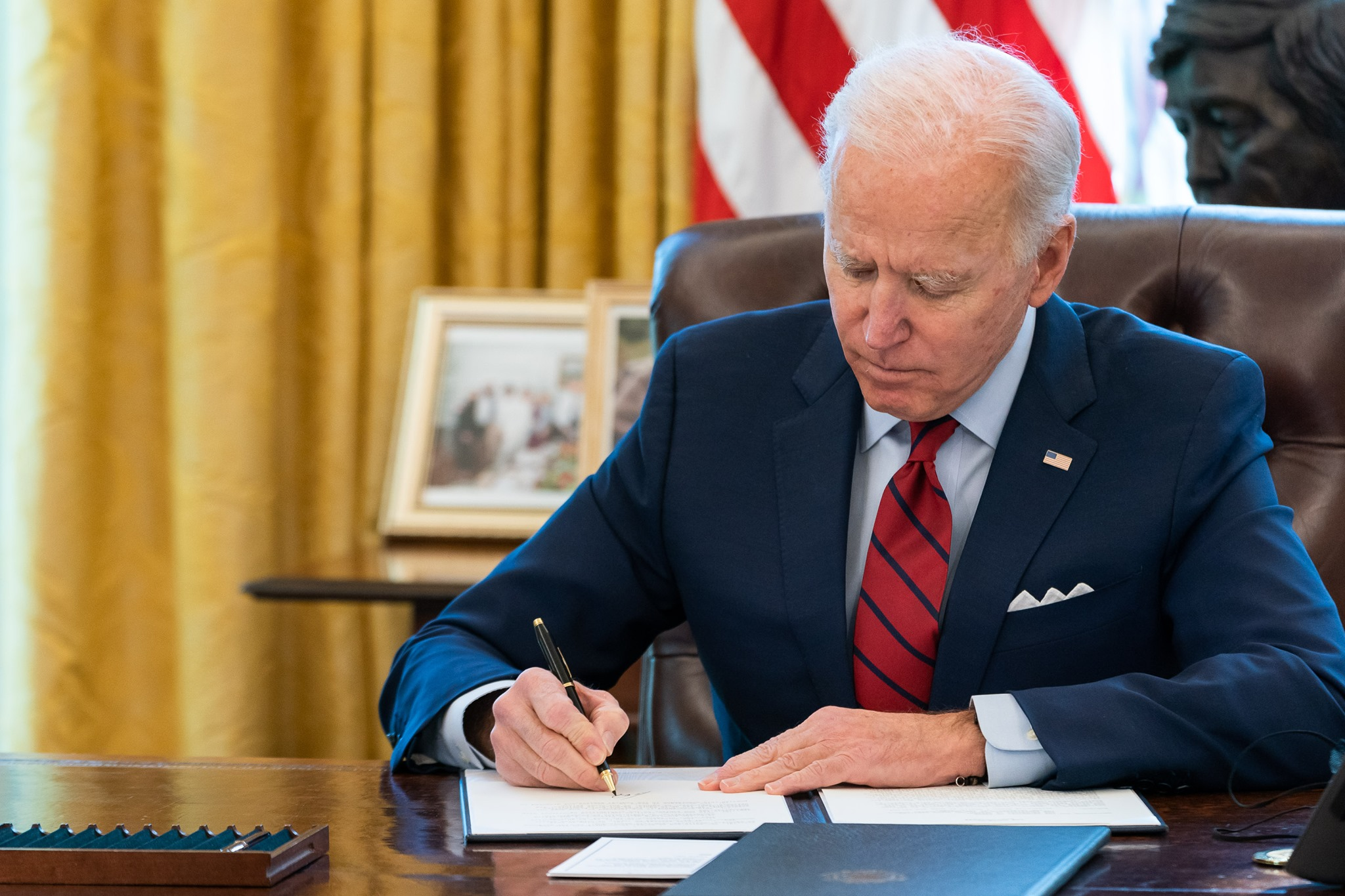
بایدن در حال امضای فرمان اجرایی به عنوان رئیس‌جمهور، ۲۰۲۱

بایدن با شکست‌دادن دونالد ترامپ در نوامبر ۲۰۲۰، به عنوان چهل و ششمین رئیس‌جمهور ایالات متحده آمریکا انتخاب شد. بدین ترتیب برای اولین بار از زمان جرج اچ. دابلیو بوش یک رئیس‌جمهور در حال کار نتوانست در دومین انتخابات خود پیروز شود. بایدن در روز معارفه خود در ۲۱ ژانویه ۲۰۲۱ پیرترین رئیس‌جمهور تاریخ آمریکا و اولین رئیس‌جمهور از ایالت دلاور بود. همچنین او یکی از دو معاون رئیس‌جمهوری است که در حالی در انتخابات ریاست‌جمهوری به پیروزی می‌رسد که دوره معاونتش تمام شده است. بایدن دومین رئیس‌جمهور کاتولیک رومی و غیر پروتستان پس از جان اف. کندی، و اولین رئیس‌جمهور از نسل خاموش است. رئیس‌جمهور مستقر دونالد ترامپ از شرکت در مراسم تحلیف او خودداری کرد، اتفاقی که اولین بار در ۱۰۰ سال گذشته رخ می‌دهد. آخرین بار اندرو جانسون که از مشکلات سلامتی رنج می‌برد در مراسم تحلیف وودرو ویلسون شرکت نکرد.

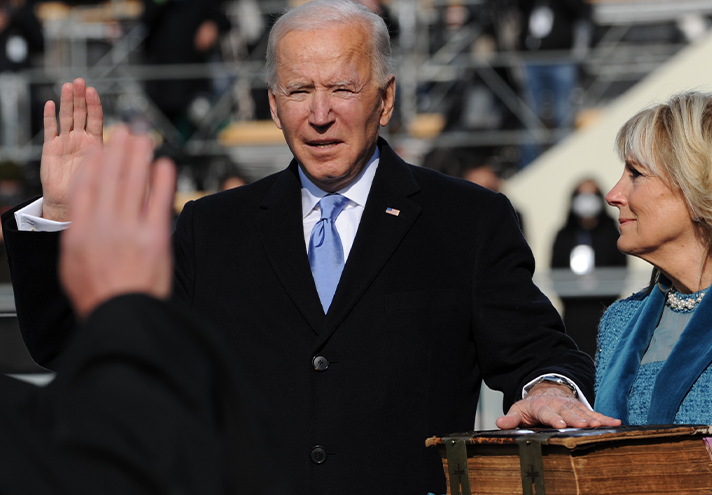
بایدن به عنوان رئیس‌جمهور ایالات متحده آمریکا سوگند یاد می‌کند، ۲۰ ژانویه ۲۰۲۱

بایدن در روز اول ریاست‌جمهوری خود تعدادی فرمان اجرایی مبنی بر اجباری‌شدن پوشیدن ماسک در بناهای دولت فدرال، پیوستن مجدد آمریکا به توافق اقلیمی پاریس، پایان دادن به وضعیت اضطراری ملی در مرز ایالات متحده آمریکا–مکزیک و پی‌ریزی مقدمات پیوستن دوباره ایالات متحده به سازمان جهانی بهداشت صادر کرد.

## کمپین ریاست‌جمهوری ۲۰۲۴
بایدن با پایان دادن به ماه‌ها گمانه‌زنی، در ۲۵ آوریل ۲۰۲۳، تأیید کرد که برای انتخاب مجدد به عنوان رئیس‌جمهور در انتخابات سال ۲۰۲۴ نامزد خواهد شد و هریس نیز دوباره جفت انتخاباتی او خواهد بود. این کمپین چهار سال پس از شروع مبارزات انتخاباتی او در سال ۲۰۲۰ آغاز شد. در روز اعلام او، نظرسنجی گالوپ نشان داد که میزان محبوبیت بایدن ۳۷ درصد بود، و بیشتر افراد مورد بررسی گفتند که اقتصاد بزرگ‌ترین نگرانی آن هاست. در طول مبارزات انتخاباتی خود، بایدن رشد اقتصادی و بهبودی بالاتر به‌دنبال همه‌گیری کووید-۱۹ را ترویج کرد. به‌عنوان شعار همبستگی سیاسی، او غالباً قصد خود را برای «تکمیل کار» اعلام می‌کرد.
بایدن در انتخابات مقدماتی ۲۳ ژانویه نیوهمپشایر در رای‌گیری حضور نداشت، اما در یک کمپین با اینکه نام او در فهرست کاندیدها حضور نداشت، با ۶۳٫۸ درصد آرا پیروز شد. او می‌خواست کارولینای جنوبی نخستین انتخابات مقدماتی باشد و در ۳ فوریه با ۹۶٫۲ درصد آرا در آن ایالت پیروز شد. او همچنین ۸۹٫۳ درصد از آرا را در نوادا و ۸۱٫۱ درصد از آرا را در میشیگان به دست آورد. در ۵ مارس، او در ۱۵ انتخابات از ۱۶ انتخابات مقدماتی پیروز شد و در ۱۳ مورد از آنها ۸۰ درصد یا بیشتر از آرا را به دست آورد. در ۱۲ مارس، او به تعداد بیش از ۱٫۹۶۸ نماینده مورد نیاز برای کسب نامزدی حزب دموکرات دست یافت و نامزد فرضی شد.
نخستین مناظره ریاست‌جمهوری در ۲۷ ژوئن ۲۰۲۴ بین بایدن و نامزد جمهوری‌خواه یعنی دونالد ترامپ برگزار شد. عملکرد بایدن به‌طور گسترده مورد انتقاد قرار گرفت و مفسران گفتند که او غالباً رشته افکار خود را از دست می‌داد و پاسخ‌های نامنسجم بیان می‌کرد. چندین ستون‌نویس ترامپ را پیروز مناظره اعلام کردند، و نظرسنجی‌ها نشان داد که اکثریت مردم معتقد بودند ترامپ برنده شد. پس از اینکه این مناظره سؤالاتی را در مورد سلامتی و سن او مطرح کرد، بایدن با درخواست‌هایی برای کناره‌گیری از رقابت، از جمله از سوی دموکرات‌های همکار و هیئت تحریریه چندین خبرگزاری بزرگ مواجه شد.
بایدن در ابتدا اصرار داشت که نامزد انتخابات باقی بماند، اما در ۲۱ ژوئیه، از نامزدی خود کنار کشید و نوشت که این اقدام «به نفع حزب من و کشور است». او از هریس به‌عنوان جانشین خود حمایت کرد. اعلامیه کناره‌گیری ۲۹ روز قبل از آغاز کنوانسیون ملی دمکراتیک ۲۰۲۴ منتشر شد. تا ۲۲ ژوئیه ۲۰۲۴، هریس نمایندگان کافی برای نامزدی از سوی دموکرات‌ها را به دست آورده بود. پس از لیندون بی. جانسون در سال ۱۹۶۸، این نخستین باری است که یک متصدی واجد شرایط از انتخاب مجدد کناره‌گیری می‌کند.

## پس از ریاست‌جمهوری (۲۰۲۵–تاکنون)

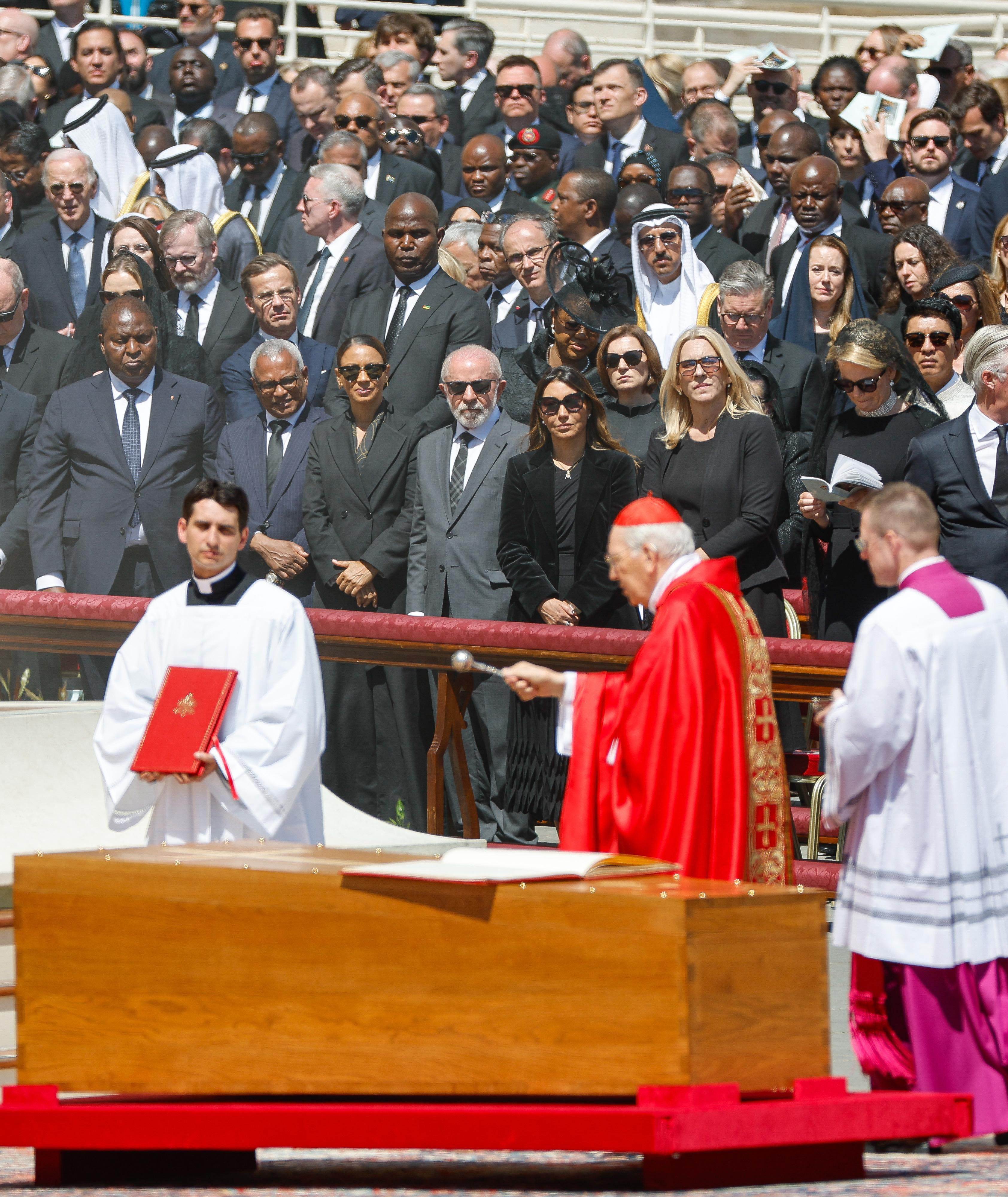
بایدن (بالا سمت چپ، با عینک خلبانی) در مراسم تشییع پاپ فرانسیس در ۲۶ آوریل ۲۰۲۵

دوره ریاست‌جمهوری بایدن در ۲۰ ژانویه ۲۰۲۵، با دومین مراسم تحلیف دونالد ترامپ به پایان رسید. در پایان دوره‌اش، بایدن، مشاوران ارشد سابق آنتونی برنال و آنی توماسینی را برای جمع‌آوری پول برای کتابخانه ریاست‌جمهوری جوزف آر. بایدن جونیور منصوب کرد. او بعداً با آژانس هنرمندان خلاق (CAA)، که پیش‌تر بین ۲۰۱۷ تا ۲۰۲۰ نمایندگی او را بر عهده داشت، قرارداد امضا کرد تا در فعالیت‌های عمومی نمایندگی‌اش کند.
در ۷ فوریه ۲۰۲۵، ترامپ مجوز امنیتی بایدن را لغو کرد و دسترسی او به اطلاعات طبقه‌بندی‌شده را پایان داد. به‌طور سنتی، رؤسای جمهور سابق به جلسات اطلاعاتی دسترسی دارند، اما این به صلاحدید رئیس‌جمهور وقت بستگی دارد. بایدن در سال ۲۰۲۱ به دلیل نقش ترامپ در حمله ۶ ژانویه، مجوز امنیتی او را لغو کرده بود.
بایدن نخستین حضور عمومی مهم خود پس از ترک ریاست‌جمهوری را در ۱۵ آوریل ۲۰۲۵ در کنفرانس وکلا، مشاوران و نمایندگان معلولان (ACRD) در شیکاگو انجام داد و از مدیریت دولت ترامپ در اداره تأمین اجتماعی انتقاد کرد. در ۷ مه ۲۰۲۵، او در برنامه چشم‌انداز حاضر شد تا از میراث ریاست‌جمهوری خود دفاع کند.
در ۱۸ مه ۲۰۲۵، دفتر بایدن اعلام کرد که طی معاینه جسمانی معمول، تشخیص داده شده او به سرطان پروستات تهاجمی با متاستاز استخوانی مبتلاست. تیم پزشکی‌اش اعلام کرد سرطان به هورمون حساس است و گزینه‌های درمانی در حال بررسی هستند.

## مواضع سیاسی

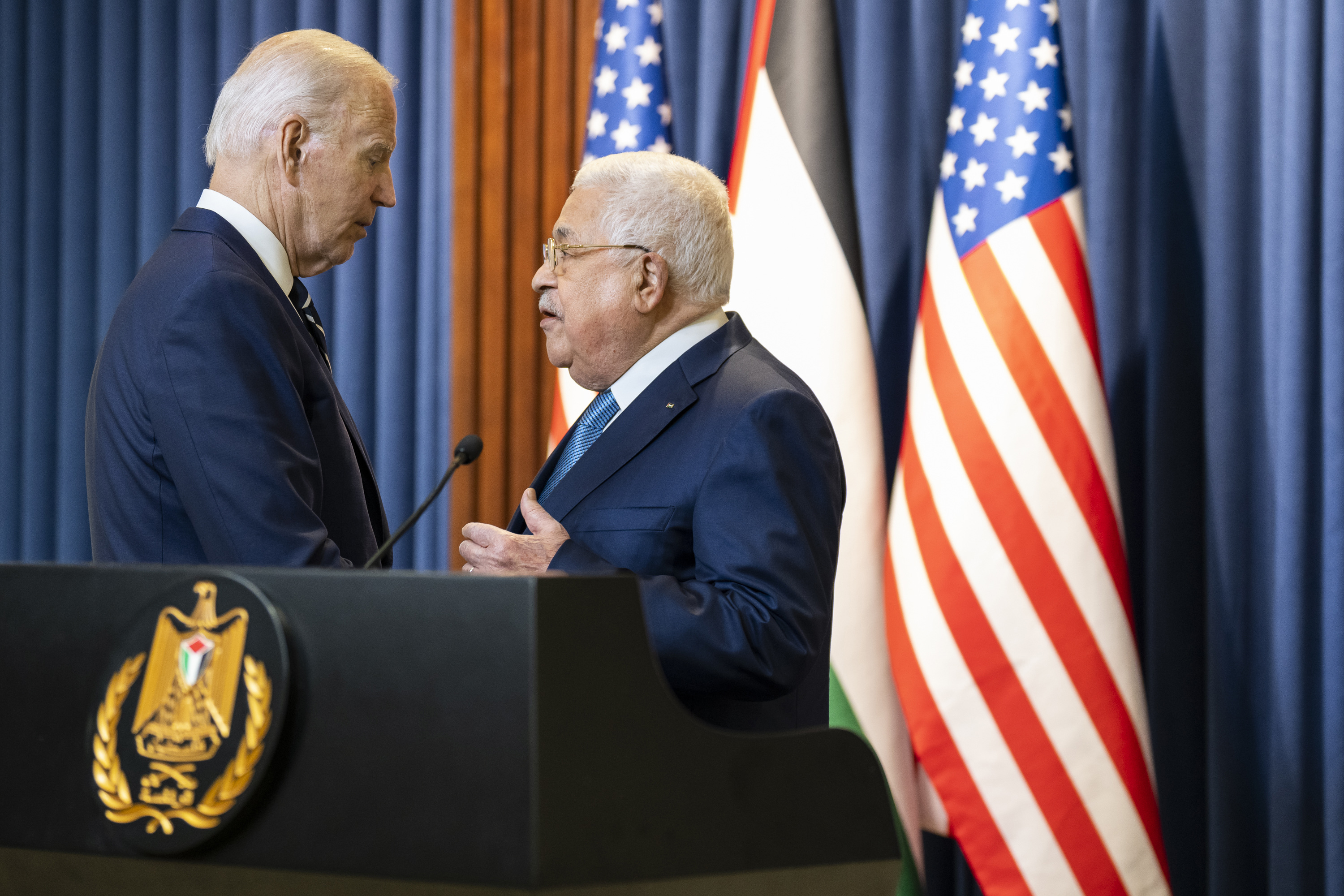
محمود عباس رئیس‌جمهور فلسطین و بایدن

بایدن در طیف سیاسی آمریکا جزو جناح چپ میانه حزب دموکرات توصیف شده است. آنچنان‌که او هم خود را یک چپ میانه توصیف کرده است.
بایدن یک دمکرات میانه‌رو و یک میانه‌گرا توصیف شده، اگرچه اخیراً گردش به سوی چپ داشته است. او تا سال ۲۰۰۴ امتیاز ۷۲٪ لیبرال را از آمریکاییان برای اقدام دمکراتیک دریافت کرد در حالی که اتحادیه محافظه‌کار آمریکا به او امتیاز ۱۳٪ محافظه‌کار را تا سال ۲۰۰۸ داد.
بایدن از انگیزش مالی در قانون بهبود و سرمایه‌گذاری مجدد ۲۰۰۹ آمریکا; افزایش پیشنهادی دولت اوباما در هزینه کرد در زیرساختها؛ یارانه‌ها برای ترابری عمومی، از جمله امترک، اتوبوس، و مترو؛ و کاهش هزینه کرد نظامی در بودجه سال مالی ۲۰۱۴ دولت اوباما حمایت کرد. او پیشنهاد داد کاهش مالیات ابرشرکت‌ها در لایحه کاهش مالیات‌ها و مشاغل ۲۰۱۷ تا حدی معکوس شود، و گفت این کار به قابلیت کسب و کارها برای استخدام ضربه نمی‌زند. او به قرارداد تجارت آزاد آمریکای شمالی (نفتا) و شراکت ترنس-پسیفیک رای داد. بایدن حامی سرسخت لایحه حفاظت از بیمار و مراقبت مقرون‌به‌صرفه (اوباماکر) است. او برنامه ای را ترویج کرده تا این لایحه گسترش یابد و از راه درآمد حاصل از معکوس کردن برخی از کاهش‌های مالیاتی دولت ترامپ پول آن تأمین شود. طرح بایدن ایجاد گزینه دولتی برای بیمه سلامت، با هدف گسترش دادن پوشش بیمه سلامت به ۹۷٪ از آمریکاییان است.
بایدن از جنبش‌های حق سقط جنین، از سال ۲۰۱۲ ازدواج همجنس‌ها، حکم پرونده رو در برابر وید حمایت کرده، و از سال ۲۰۱۹ از لغو متمم هاید که استفاده از بودجه فدرال برای پرداخت هزینه سقط جنین را ممنوع می‌کند، حمایت کرده است. او با حفاری نفت در پناهگاه ملی حیات وحش شمالگان مخالف است و از تأمین بودجه توسط حکومت برای یافتن منابع نوین انرژی حمایت می‌کند. او در مقام سناتور، رابطه عمیقی با گروه‌های پلیس‌ها برقرار کرد و از حامیان اصلی منشور حقوق مأمور پلیس بود که سندیکاهای پلیس از آن حمایت می‌کردند ولی روسای پلیس با آن مخالف بودند. او در مقام معاون رئیس‌جمهور، به عنوان رابط پلیس با کاخ سفید فعالیت می‌کرد.
بایدن بر این اعتقاد است که باید در خصوص گرمایش جهانی اقدام شود. او در مقام سناتور، از بانیان قطعنامه حس سنا که ایالات متحده را به مشارکت در مذاکرات اقلیمی سازمان ملل فرا می‌خواند، و لایحه کاهش آلودگی گرمایش جهانی باکسر-سندرز، سختگیرانه‌ترین طرح اقلیمی در مجلس سنای ایالات متحده آمریکابود.
او خواهان رسیدن به یک بخش قدرت الکتریکی عاری از کربن در آمریکا تا سال ۲۰۳۵ و توقف کامل انتشارها تا سال ۲۰۵۰ است. برنامه او شامل پیوستن مجدد به توافق پاریس، حفظ طبیعت، و ساختمان سبز است. بایدن می‌خواهد به چین و دیگر کشورها برای کاستن از انتشار گازهای گلخانه ای، در صورت لزوم با وضع تعرفه‌های کربن، فشار وارد آورد.
بایدن گفته است آمریکا باید در خصوص چین «سرسخت» بشود و «یک جبهه متحد از همپیمانان و شرکای آمریکا برای مقابله با رفتارهای سوءاستفاده گرانه و نقض حقوق بشر چین» ایجاد کند. او چین را «جدی‌ترین رقیب» ای که «شکوفایی، امنیت و ارزشهای دمکراتیک آمریکا» را با چالش مواجه می‌کند خوانده است. بایدن نسبت به اعمال اقتصادی «اجبار گرایانه و غیرمنصفانه» و سو استفاده‌های حقوق بشری چین در منطقه سین‌کیانگ توسط شی جین پینگ رهبر حزب کمونیست چین ابراز نگرانی کرده است. او همچنین وعده داده مقامات حکومت چین که سرکوب‌ها را انجام می‌دهند را تحریم و از نظر بازرگانی محدود کند.
بایدن گفته مخالف رژیم چنج، ولی مدافع ارائه کمک‌های غیرنظامی به گروه‌های اپوزیسیون است. او مخالف مداخله مستقیم نظامی آمریکا در لیبی است، علیه مشارکت آمریکا در جنگ خلیج فارس رای داد، ولی به جنگ عراق رای موافق داد، و از یک چاره دو کشوری در منازعه فلسطین-اسرائیل حمایت می‌کند. بایدن وعده داده به حمایت آمریکا از مداخله نظامی در یمن به رهبری عربستان سعودی خاتمه دهد و رابطه آمریکا با عربستان سعودی را مورد ارزیابی مجدد قرار دهد. او کره شمالی را یک «ببر کاغذی» خوانده است. بایدن در مقام معاونت رئیس‌جمهور از نرمش دولت اوباما در برابر کوبا حمایت کرد. او گفته است به عنوان رئیس‌جمهور عضویت آمریکا در نهادهای سازمان ملل متحد از جمله یونسکو، سازمان جهانی بهداشت، و احتمالاً شورای حقوق‌بشر سازمان ملل متحد را از سر خواهد گرفت. بایدن از تمدید پیمان استارت نو و معاهدات کنترل تسلیحات با روسیه به منظور محدودکردن جنگ‌افزار هسته‌ای حمایت می‌کند. در سال ۲۰۲۱ بایدن نسل‌کشی ارمنی‌ها را به عنوان اولین رئیس‌جمهور آمریکا به رسمیت شناخت.

## افتخارات

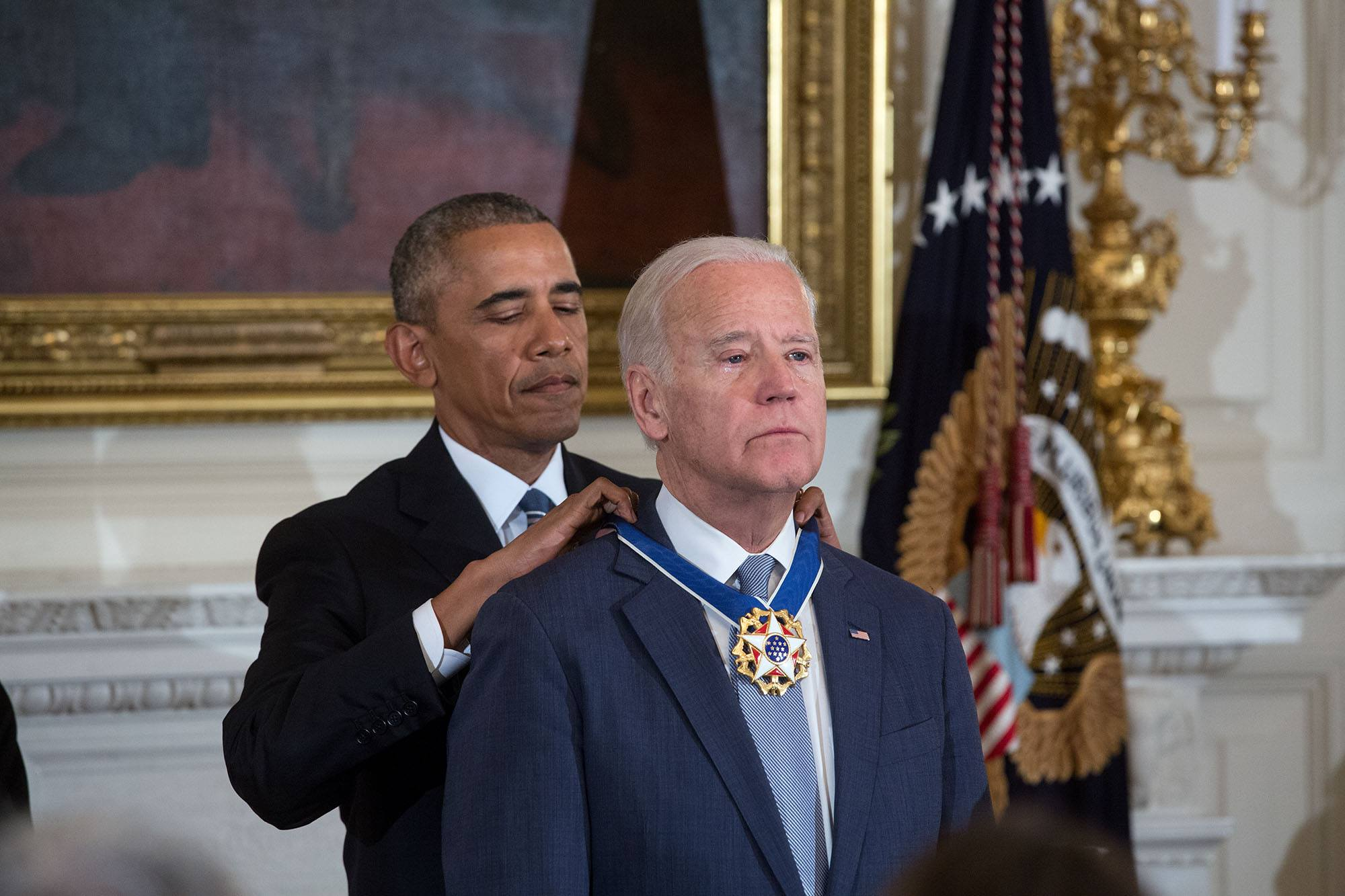
رئیس‌جمهور اوباما نشان افتخار آزادی رئیس‌جمهوری را به‌طور ممتاز در ۱۲ ژانویه ۲۰۱۷ به بایدن اعطا می‌کند

بایدن از دانشگاه اسکرنتن (۱۹۷۶)، دانشگاه سینت جوزف (دکترای حقوق ۱۹۸۱)، مدرسه حقوق دانشگاه ویدنر (۲۰۰۰)، کالج امرسون (۲۰۰۳)، دانشگاه ایالتی دلاویر (۲۰۰۳)،دانشگاه دلاویر (دکترای حقوق ۲۰۰۴)، مدرسه حقوق دانشگاه سوفلوک (۲۰۰۵), دیگر محل تحصیلش دانشگاه سیراکیوس (دکترای حقوق ۲۰۰۹)، دانشگاه ویک فارست (دکترای حقوق ۲۰۰۹)، دانشگاه پنسیلوانیا (دکترای حقوق ۲۰۱۳)، کالج میامی دید (۲۰۱۴)، دانشگاه کارولینای جنوبی (دکترای حقوق ۲۰۱۴)، کالج ترینیتی (دکترای حقوق ۲۰۱۶)، کالج کلبی (دکترای حقوق ۲۰۱۷)، و دانشگاه ایالتی مورگان (DPS ۲۰۱۷) مدرک افتخاری دریافت کرده است.
در ۱۱ دسامبر ۲۰۱۸، دانشگاه دلاویر مدرسه سیاست عمومی و اداره خود را به مدرسه سیاست عمومی و اداره جوزف آر. بایدن جونیور تغییر نام داد. مؤسسه بایدن در آنجا قرار دارد.
در ۱۰ دسامبر ۲۰۲۰، بایدن و هریس مشترکاً شخص سال مجله تایم معرفی شدند.

## مشکلات جسمانی
در ۱۹۸۸، بایدن دو مرتبه دچار رگ‌برآمدگی مغزی شد، یک مرتبه در سمت راست و بار دیگر در سمت چپ. او مجبور شد دو مرتبه زیر تیغ جراحی پر ریسک با تأثیرات بلند مدت بر کارایی مغزی رود. در فوریه ۱۹۸۸، او را با آمبولانس به مرکز پزشکی والتر رید نیروی زمینی منتقل کردند و برای درمان آنوریسم مغزی که نجات جانش به آن بسته بود، تحت عمل قرار گرفت. زمانی که رو به بهبود بود، دچار آمبولی ریه گردید.
دومین عمل برای درمان رگ‌برآمدگی در مه ۱۹۸۸ انجام شد. حضور در بیمارستان و پروسه درمان باعث شد بایدن از حضور در سنا باز بماند. او روی هم رفته هفت ماه در سنا حاضر نشد.
بایدن و خانواده‌اش باور دارند تعلیق زودهنگام کمپین ریاست‌جمهوری او، موهبتی برای جو بود زیرا اگر در ۱۹۸۸ هنوز درگیر کمپین خود می‌بود، می‌توانست باعث شود او از مراقبت‌های پزشکی لازم برخوردار نشود. در سال ۲۰۱۳، بایدن گفت «آن‌ها یک نگاهی می‌اندازند و سر شما را می‌برند. آن‌ها عملاً قسمت بالای سر من را بریدند.» او همچنین گفت که که پزشکان به او گفته بودند شانس درمان کامل کمتر از ۵۰٪ است.
بایدن برای کولونوسکوپی مورد بیهوشی قرار گرفت و به همین دلیل اداره امور کشور به‌طور موقت به معاونش کامالا هریس واگذار شد؛ هریس نخستین زنی بود که صبح همان روز به مدت ۸۵ دقیقه اختیارات ریاست جمهوری ایالات متحده را در دست گرفت.
رسانه‌های آمریکایی مدت‌ها بود مطالبی دربارهٔ وضعیت جسمانی رئیس‌جمهوری مسن این کشور می‌نوشتند و در موارد زیادی سلامتی جسمی وی را مورد تردید قرار دادند.

## وجههٔ عمومی
بایدن همواره یکی از کم‌ثروت‌ترین اعضای مجلس سنا رتبه‌بندی شده است. او ثروت کم خود را ناشی از برگزیده‌شدنش در سنا در دوران جوانی می‌داند. او احساس می‌کرد مقامات دولتی کمتر ثروتمند ممکن است وسوسه شوند که در ازای دادن منفعت سیاسی، کمک‌های مالی بپذیرند. بدین ترتیب طی نخستین دوره تصدی خود پیشنهاد اقداماتی برای اصلاح امور مالی مبارزات انتخاباتی را داد. تا نوامبر ۲۰۰۹، دارایی خالص بایدن ۲۷٫۰۱۲ دلار بود. تا نوامبر ۲۰۲۰، خانواده بایدن ۹ میلیون دلار ارزش داشت که عمدتاً به دلیل فروش کتاب‌های بایدن و دستمزد سخنرانی پس از معاونت او بود.
جیمز تراب، روزنامه‌نگار، نوشته است که «بایدن از آن دسته از افراد اساساً شاد است که می‌تواند به همان اندازه که نسبت به خودش سخاوتمند است، نسبت به دیگران نیز سخاوتمند باشد». در سال‌های اخیر، به‌ویژه پس از مرگ پسر بزرگ‌ترش بو در سال ۲۰۱۵، بایدن به‌خاطر ماهیت همدلانه و توانایی‌اش در برقراری ارتباط در خصوص غم و اندوه مورد توجه قرار گرفته است.
ولف بلیتزر، روزنامه‌نگار و مجری تلویزیون، بایدن را پرسخن خطاب کرده است؛ روزنامه‌نگار مارک باودن گفته که بایدن به «حرف زدن بیش از حد» معروف است، «مثل یک دوست صمیمی که چیزی اضطراری برای گفتن دارد». او اغلب از سخنان از پیش آماده منحرف می‌شود و گاه «دهان خود را بی‌موقع می‌گشاید». بایدن به دلیل گاف‌هایش مشهور است و در سال ۲۰۱۸ خود را «ماشین گاف» نامید. نیویورک تایمز نوشت که «فیلترهای ضعیف بایدن او را قادر می‌سازند تقریباً هر چیزی را بی‌محابا و بدون تأمل بگوید».
به گفته نیویورک تایمز، بایدن اغلب در مورد زندگی خود داستان‌پردازی یا بزرگنمایی می‌کند؛ نیویورکر در سال ۲۰۱۴ نیز به این ویژگی اشاره کرد. به عنوان مثال، او ادعا کرده است که در جنبش حقوق مدنی نسبت به آنچه که بوده فعال بوده است، و به دروغ به یاد می‌آورد که دانشجوی ممتازی بوده که سه مدرک دانشگاهی کسب کرده است. تایمز نوشت: «خودمانی بودن آقای بایدن می‌تواند به سوی فولکلور منحرف شود، با تاریخ‌هایی که درست با عقل جور در نمی‌آیند و جزئیاتی که اغراق‌آمیز یا اشتباه هستند، لبه‌های حقیقی کوتاه شده تا آن‌ها را برای مخاطبان قدرتمندتر سازد.»

### سن و سلامتی
بایدن مسن‌ترین رئیس‌جمهور کنونی در تاریخ ایالات متحده است. در طول دوران ریاست‌جمهوری وی، جمهوری‌خواهان، دموکرات‌ها و صاحب‌نظران در واکنش به سخنرانی‌های او در انظار عمومی، سؤالاتی را در مورد سلامت ادراکی بایدن مطرح کردند. بایدن بارها گفته است که برای ریاست‌جمهوری مناسب است.

## سابقه انتخاباتی
| ۱۹۷۰ | شورای شهر       | دموکرات | ۱۰٬۵۷۳                                    | ۵۵٪ | لاورنس تی. مسیک        | جمهوری‌خواه | ۸٬۱۹۲                      | ۴۳٪ |
| ۱۹۷۲ | سناتور          | دموکرات | ۱۱۶٬۰۰۶                                   | ۵۰٪ | جی. کیلب بوگز          | جمهوری‌خواه | ۱۱۲٬۸۴۴                    | ۴۹٪ |
| ۱۹۷۸ | سناتور          | دموکرات | ۹۳٬۹۳۰                                    | ۵۸٪ | جیمز اچ. باکستر جونیور | جمهوری‌خواه | ۶۶٬۴۷۹                     | ۴۱٪ |
| ۱۹۸۴ | سناتور          | دموکرات | ۱۴۷٬۸۳۱                                   | ۶۰٪ | جان ام. بوریس          | جمهوری‌خواه | ۹۸٬۱۰۱                     | ۴۰٪ |
| ۱۹۹۰ | سناتور          | دموکرات | ۱۱۲٬۹۱۸                                   | ۶۳٪ | ام. جین بردی           | جمهوری‌خواه | ۶۴٬۵۵۴                     | ۳۶٪ |
| ۱۹۹۶ | سناتور          | دموکرات | ۱۶۵٬۴۶۵                                   | ۶۰٪ | ریموند جی. کلتورثی     | جمهوری‌خواه | ۱۰۵٬۰۸۸                    | ۳۸٪ |
| ۲۰۰۲ | سناتور          | دموکرات | ۱۳۵٬۲۵۳                                   | ۵۸٪ | ریموند جی. کلتورثی     | جمهوری‌خواه | ۹۴٬۷۹۳                     | ۴۱٪ |
| ۲۰۰۸ | سناتور          | دموکرات | ۲۵۷٬۴۸۴                                   | ۶۵٪ | کریستین اونیل          | جمهوری‌خواه | ۱۴۰٬۵۸۴                    | ۳۵٪ |
| ۲۰۰۸ | معاون رئیس‌جمهور | دموکرات | ۶۹٬۴۹۸٬۵۱۶ ۳۶۵ رای الکترال (۲۷۰ رای لازم) | ۵۳٪ | سارا پیلین             | جمهوری‌خواه | ۵۹٬۹۴۸٬۳۲۳ ۱۷۳ رای الکترال | ۴۶٪ |
| ۲۰۱۲ | معاون رئیس‌جمهور | دموکرات | ۶۵٬۹۱۵٬۷۹۵ ۳۳۲ رای الکترال (۲۷۰ رای لازم) | ۵۱٪ | پال رایان              | جمهوری‌خواه | ۶۰٬۹۳۳٬۵۰۴ ۲۰۶ رای الکترال | ۴۷٪ |
| ۲۰۲۰ | رئیس‌جمهور       | دموکرات | ۸۱٬۲۶۸٬۸۶۷ ۳۰۶ رای الکترال                | ۵۱٪ | دونالد ترامپ           | جمهوری‌خواه | ۷۴٬۲۱۶٬۷۴۷ ۲۳۲ رای الکترال | ۴۷٪ |

### رسمی
- وبگاه رسمی رئیس‌جمهور جو بایدن
- وبگاه کمپین ریاست‌جمهوری (بایگانی) توسط Wayback Machine (بایگانی‌شده ژوئیه ۱۸, ۲۰۲۴)
- زندگی‌نامه در کاخ سفید اوباما (بایگانی)

### دیگر
- حضور در سی-سپن
- جو بایدن در بانک اطلاعات اینترنتی فیلم‌ها (IMDb)
- «اخبار و تفاسیر موجود جو بایدن». نیویورک تایمز.
- جو بایدن در On the Issues